# Bình Thuận (tỉnh)
Bình Thuận là tỉnh cũ ven biển nằm ở cực nam của vùng duyên hải Nam Trung Bộ, Việt Nam. Toàn bộ tỉnh (cùng với Đắk Nông) đã được sáp nhập vào Lâm Đồng.
Ngày 12 tháng 6 năm 2025, Quốc hội thông qua Nghị quyết số 202/2025/QH15 về việc sắp xếp đơn vị hành chính cấp tỉnh năm 2025, theo đó, tỉnh được giải thể cùng tỉnh Đắk Nông để sáp nhập vào tỉnh Lâm Đồng.

## Địa lý
Bình Thuận là tỉnh có dãy đất bắt đầu chuyển hướng từ Nam sang Tây của phần còn lại của Việt Nam trên bản đồ hình chữ S, có tọa độ địa lý từ 10o33'42" đến 11o33'18" vĩ độ Bắc, từ 107o23'41" đến 108o52'18" kinh độ Đông, có vị trí địa lý:
- Phía đông và phía nam giáp Biển Đông
- Phía tây giáp tỉnh Đồng Nai và tỉnh Bà Rịa – Vũng Tàu
- Phía bắc giáp tỉnh Ninh Thuận và tỉnh Lâm Đồng.

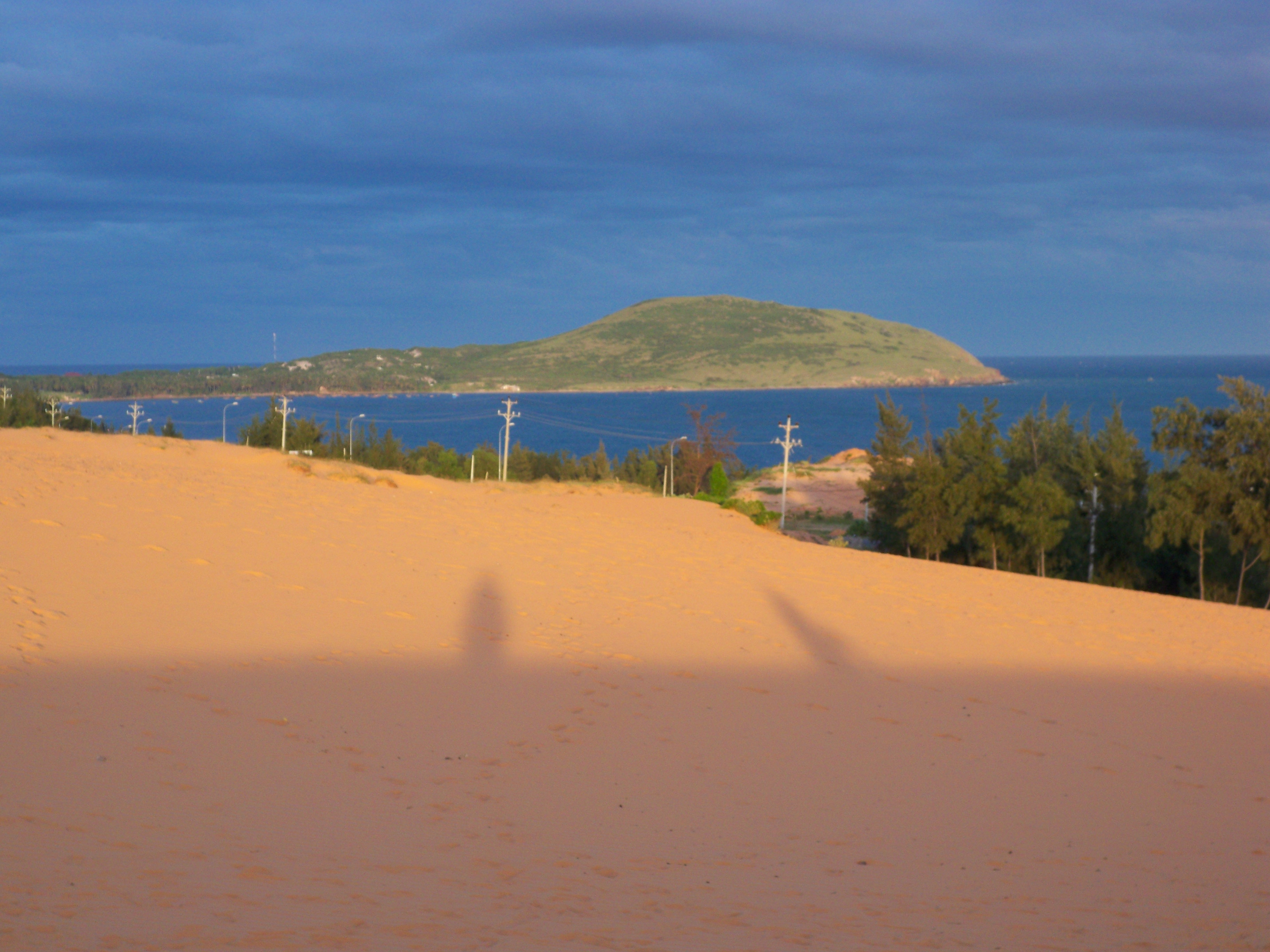
Mũi Né nhìn từ đồi cát

Tỉnh lỵ của Bình Thuận là thành phố Phan Thiết nằm cách Thành phố Hồ Chí Minh khoảng 168 km về phía đông theo đường cao tốc và 188 km theo Quốc lộ 1, cách thành phố Nha Trang 241 km về phía tây nam và cách thủ đô Hà Nội 1.538 km về phía Nam theo đường Quốc lộ 1. Bình Thuận có biển dài 192 km kéo dài từ mũi Đá Chẹt giáp Cà Ná thuộc Ninh Thuận đến bãi bồi Bình Châu thuộc địa phận tỉnh Bà Rịa – Vũng Tàu. Trong sách giáo khoa, Từ điển Bách khoa Việt Nam hay Từ điển Bách khoa quân sự Việt Nam đều xếp Bình Thuận vào vùng Duyên hải Nam Trung Bộ. Tuy nhiên, Tổng cục Thống kê Việt Nam và Website của Bộ Kế hoạch & đầu tư Việt Nam lại xếp 2 tỉnh Ninh Thuận và Bình Thuận vào Đông Nam Bộ . Một phần khác Bộ Kế hoạch và Đầu tư lại xếp Bình Thuận và Ninh Thuận vào vùng Duyên hải miền Trung. Vậy nên hiện nay vẫn chưa ai chắc chắn Bình Thuận thuộc vùng nào.

### Tranh cãi về vị trí địa lý
Địa giới của tỉnh Bình Thuận hiện tại bao gồm diện tích của 2 tỉnh cũ: tỉnh Bình Tuy (nửa phía tây nam) và tỉnh Bình Thuận (nửa phía đông bắc). Trước năm 1975, tỉnh Bình Tuy thuộc miền Đông Nam Bộ và tỉnh Bình Thuận thuộc Nam Trung Bộ. Vì thế, đến khi hai tỉnh cũ này hợp nhất thành tỉnh Bình Thuận, có hai luồng ý kiến đối lập nhau về việc tỉnh này thuộc Đông Nam Bộ hay Nam Trung Bộ.

#### Quan điểm thuộc Đông Nam Bộ
Tổng cục Thống kê Việt Nam (và một số tài liệu lấy số liệu của Tổng cục Thống kê) xếp Bình Thuận cùng Ninh Thuận vào Đông Nam Bộ. Còn website của Bộ Kế hoạch và đầu tư Việt Nam cũng xếp 2 tỉnh Bình Thuận và Ninh Thuận vào Đông Nam Bộ trong số liệu thống kê vùng Đông Nam Bộ. Bình Thuận thuộc quân khu 7 (quân khu thuộc Đông Nam Bộ mở rộng). Ngoài ra, Bộ Thông tin và Truyền thông cũng xếp Bình Thuận vào Đông Nam Bộ theo tọa độ địa lý các đơn vị hành chính (Bình Thuận có vĩ tuyến cùng Bắc với Đồng Nai, Bình Dương, thấp hơn vĩ tuyến Bắc so với Bình Phước, Tây Ninh, trung tâm tỉnh lỵ là Thành phố Phan Thiết nằm cùng vĩ tuyến Bắc so với Thành phố Hồ Chí Minh, thấp hơn đôi chút so với Biên Hòa, Thủ Dầu Một.) Về mặt thông tin và truyền thông, Đài Phát thanh - Truyền hình Bình Thuận thuộc hệ thống các đài truyền hình miền Đông Nam Bộ. Về mặt văn hóa, Bình Thuận là một trong 21 tỉnh, thành phía nam có lịch sử đờn ca tài tử rất phát triển mà đờn ca tài tử là dòng nhạc mang đặc trưng của riêng vùng Nam Bộ. Hơn nữa, Bình Thuận được xếp vào vùng có xổ số miền Nam lưu hành, Công ty Điện lực Bình Thuận trực thuộc Tổng công ty Điện lực miền Nam.

#### Quan điểm thuộc Nam Trung Bộ

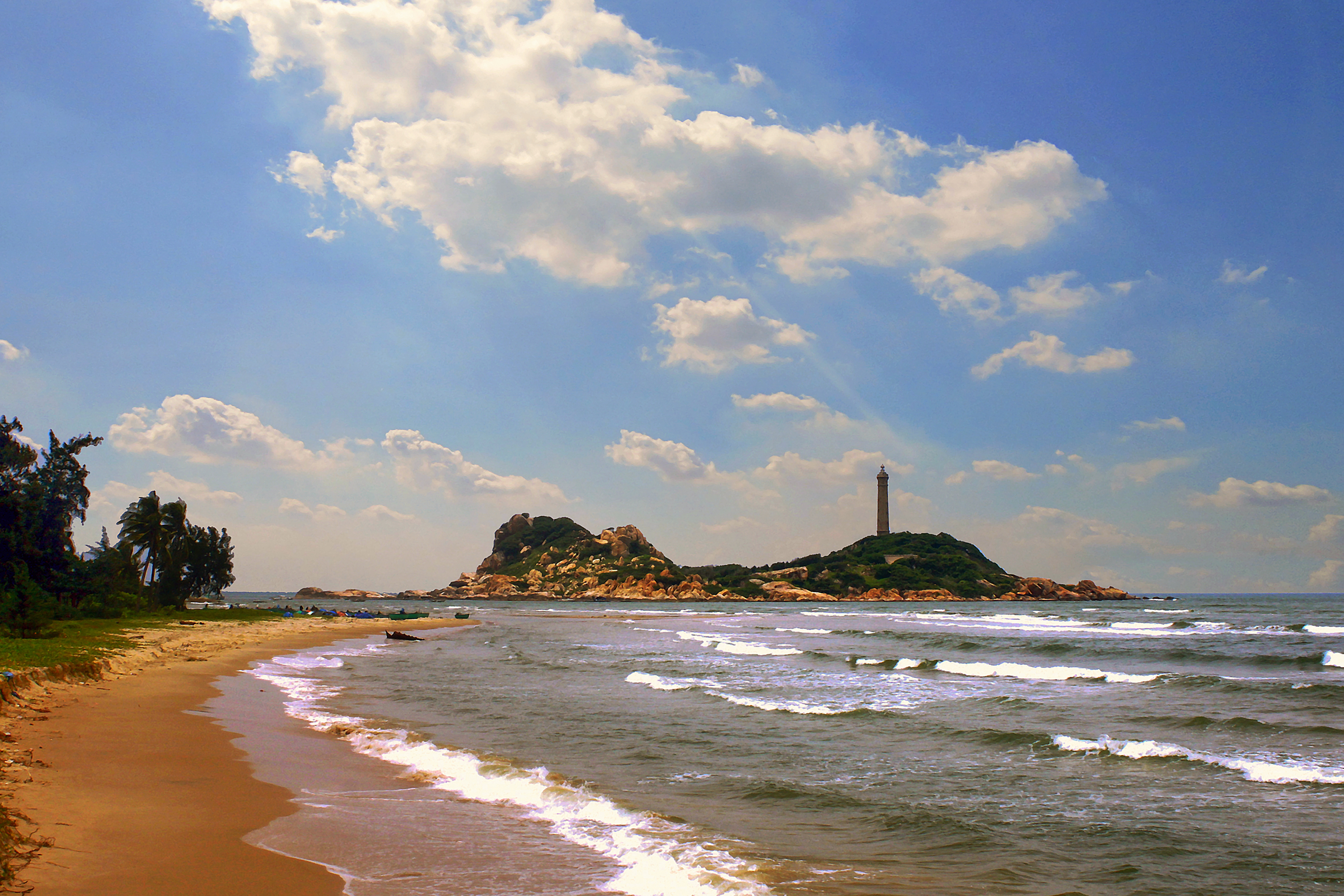
Hải đăng Kê Gà (nhìn từ xa)

Phần lớn sách báo, trong đó có các sách giáo khoa, Từ điển Bách khoa Việt Nam, Từ điển Bách khoa quân sự Việt Nam, website chính thức của tỉnh Bình Thuận và người dân địa phương xếp Bình Thuận vào vùng duyên hải Nam (hoặc cực Nam) Trung Bộ. Về địa lý, Bình Thuận có rất nhiều điểm chung với các tỉnh Nam Trung bộ khác, ít điểm chung với các tỉnh Đông Nam Bộ. Chẳng hạn như, Bình Thuận có chế độ khí hậu mang nét đặc trưng của khí hậu bán khô hạn của vùng cực Nam Trung Bộ, nhiều nắng, gió, mùa mưa Bình Thuận đến trễ hơn vùng Đông Nam Bộ (thực tế từ tháng 8 tháng 9 mới mưa nhiều) không giống các tỉnh Đông Nam Bộ đã mưa nhiều từ tháng 5 (riêng vùng tiếp giáp Đông Nam Bộ và Tây Nguyên có khí hậu giao thoa), ngoài ra vùng biển Bình Thuận vùng biển miền Trung và khí hậu của vùng biển miền Trung, địa hình của Bình Thuận theo dạng "đồng bằng chân núi nhỏ hẹp" có thể dễ dàng thấy những dãy núi cao chạy xuyên suốt từ bất kỳ đâu giống như các tỉnh Nam Trung Bộ khác trong khi Đông Nam Bộ đất lượn sóng trên bậc thêm phù sa cổ và bazan chỉ có vài ngọn núi sót cao không quá 1000m. Về văn hóa và con người, giọng nói của người Bình Thuận (cùng với Ninh Thuận) tuy có phần nhẹ hơn các tỉnh duyên hải Nam Trung Bộ khác ở phía bắc nhưng vẫn mang nét rất đặc trưng của con người vùng biển Nam Trung Bộ. Bình Thuận có văn hóa Chăm Pa lâu đời giống như các tỉnh Nam Trung Bộ khác còn Đông Nam Bộ thì không. Ngoài ra, tổ chức cấp nhỏ ở địa phương Bình Thuận sử dụng thôn trong khi các tỉnh Nam Bộ lại dùng ấp. Xét về mặt lịch sử, Bình Thuận chỉ được xếp vào Nam Kỳ trong thời gian khoảng 1 năm (1883-1884), sau đó lại trả về Trung Kỳ cho tới nay. Bình Thuận được xếp vào chi hội cấp thoát nước miền Trung, du lịch miền Trung,...
Ngày 09 tháng 01 năm 2023, Quốc hội ban hành Nghị quyết số 81/2023/QH15 về quy hoạch tổng thể quốc gia thời kỳ 2021 - 2030, tầm nhìn đến năm 2050. Theo đó, Bình Thuận được xếp vào vùng Bắc Trung Bộ và duyên hải miền Trung (miền Trung) cùng với 13 tỉnh, thành khác. Như vậy, có thể khẳng định: Bình Thuận thuộc Nam Trung Bộ.

### Điều kiện tự nhiên

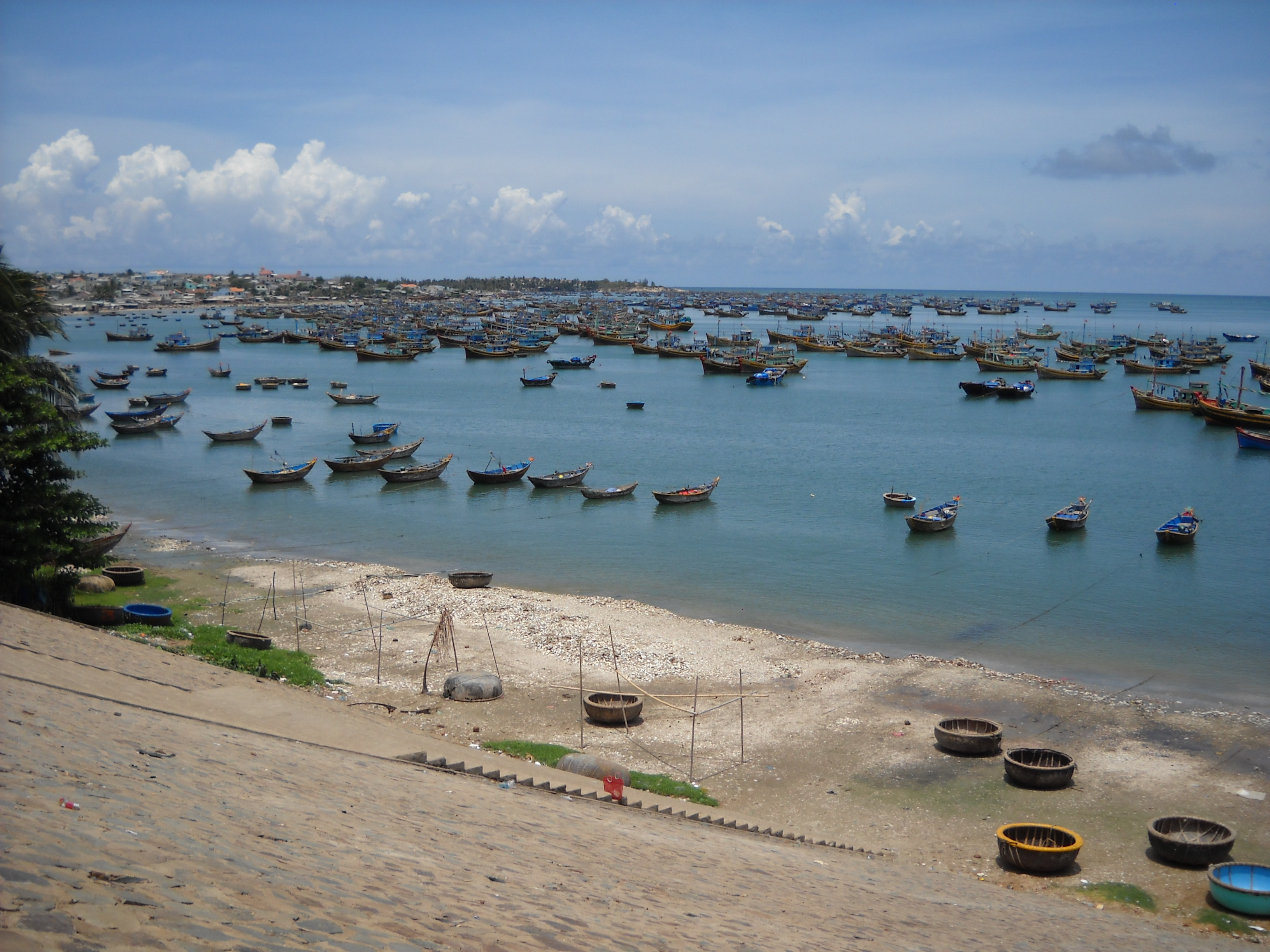
Làng chài ở Mũi Né, Phan Thiết

Địa hình Bình Thuận chủ yếu là đồi núi thấp, đồng bằng ven biển nhỏ hẹp, địa hình hẹp ngang kéo theo hướng đông bắc - tây nam, phân hoá thành 4 dạng địa hình chính gồm đất cát và cồn cát ven biển chiếm 18,22%, đồng bằng phù sa chiếm 9,43%, vùng đồi gò chiếm 31,65% và vùng núi thấp chiếm 40,7% diện tích đất tự nhiên.
Nằm trong vùng khí hậu nhiệt đới gió mùa cận xích đạo, nhiều nắng, nhiều gió, không có mùa đông và khô hạn nhất cả nước. Khí hậu nơi đây phân hóa thành 2 mùa rõ rệt là mùa mưa và mùa khô. Mùa mưa thường bắt đầu từ tháng 5 đến tháng 10, mùa khô từ tháng 11 đến tháng 4 năm sau. nhưng trên thực tê mùa mưa chỉ tập trung vào 3 tháng 8, 9 và tháng 10, vì vậy mùa khô thực tế thường kéo dài.
Bình Thuận có 10 loại đất với 20 tổ đất khác nhau, có kiểu rừng gỗ lá rộng, kiểu rừng rụng lá, kiểu rừng hỗn giao lá kim chiếm ưu thế, kiểu rừng hỗn giao và tre nứa thuần loại. Bên cạnh đó, Bình Thuận có nhiều tích tụ khoáng sản đa dạng về chủng loại như vàng, wolfram, chì, kẽm, nước khoáng và các phi khoáng khác. Trong đó, nước khoáng, sét, đá xây dựng có giá trị thương mại và công nghiệp.
Sông ngòi tại Bình Thuận đều ngắn, lượng nước không điều hòa, mùa mưa thì nước sông chảy mạnh, mùa nắng làm sông bị khô hạn. Tỉnh có sáu sông lớn là sông Lũy, sông Lòng Sông, sông Cái và Sông Cà Ty, sông La Ngà, sông Phan,. 
- Sông Lòng Sông phát nguyên từ dãy núi ranh giới hai tỉnh Ninh Thuận-Bình Thuận, chảy theo chiều Bắc-Nam dọc theo ranh giới hai quận Tuy Phong và Phan Lý Chàm. Sông này dài khoảng 40 cây số (từ nguồn ra đến cửa biển).
- Sông Lũy phát nguyên từ cao nguyên Tuyên Đức.Từ nguồn đến ranh giới quận Hòa Đa, sông chảy theo hướng Bắc-Nam, dài 40 cây số; rồi rẽ ra đến biển, sông chảy theo hướng Tây-Đông và dài hơn 20 cây số, lòng sông hẹp, quanh co, vào mùa mưa thường gây lụt lội.
- Sông Cái phát nguồn từ cao nguyên Lâm Đồng chảy qua địa phận Thiện Giáo, rồi chảy theo hướng Bắc-Nam và dài khoảng 40 cây số.
- Sông Cà Ty phát nguồn từ cao nguyên phía Tây và chảy theo hướng Đông-Nam, dài 27 cây số.

## Hành chính
Trước ngày 12 tháng 6 năm 2025, tỉnh Bình Thuận có 10 đơn vị hành chính cấp huyện, bao gồm 1 thành phố, 1 thị xã và 8 huyện với 121 đơn vị hành chính cấp xã, bao gồm 16 phường, 12 thị trấn và 93 xã.
| Diện tích năm 2020 (km²)                                             | 210,9           | 185,4          | 1.868,8           | 546,6             | 739,1            | 1.344,5           | 1.058,4           | 17,9    | 1.198,6           | 773,7            |
| Dân số2023 (người)                                                   | 232.082         | 109.120        | 133.797           | 127.050           | 71.796           | 189.650           | 120.455           | 27.882  | 99.218            | 147.736          |
| Mật độ dân số (người/km²)                                            | 1.099           | 593,9          | 71,7              | 232,7             | 97,2             | 141,2             | 113,8             | 1.547,5 | 82,7              | 189,7            |
| Số đơn vị hành chính                                                 | 11 phường, 4 xã | 5 phường, 4 xã | 2 thị trấn, 16 xã | 2 thị trấn, 10 xã | 2 thị trấn, 8 xã | 2 thị trấn, 15 xã | 1 thị trấn, 12 xã | 3 xã    | 1 thị trấn, 12 xã | 2 thị trấn, 9 xã |
| Năm thành lập                                                        | 1999            | 2005           | 1906              |                   |                  | 1983              | 1983              | 1977    |                   |                  |
| Quy hoạch tỉnh Bình Thuận thời kỳ 2021 – 2030, tầm nhìn đến năm 2050 |                 |                |                   |                   |                  |                   |                   |         |                   |                  |

Tỉnh Bình Thuận có 15 đô thị gồm:
- 1 đô thị loại II: thành phố Phan Thiết (2009)[20]
- 1 đô thị loại III: thị xã La Gi (2017)[21]
- 1 đô thị loại IV: thị trấn Phan Rí Cửa (2011)
- 12 đô thị loại V là các thị trấn: Tân Nghĩa, Tân Minh, Võ Xu, Đức Tài, Lạc Tánh, Thuận Nam, Ma Lâm, Phú Long, Chợ Lầu, Lương Sơn, Liên Hương và khu vực trung tâm hành chính huyện Phú Quý.

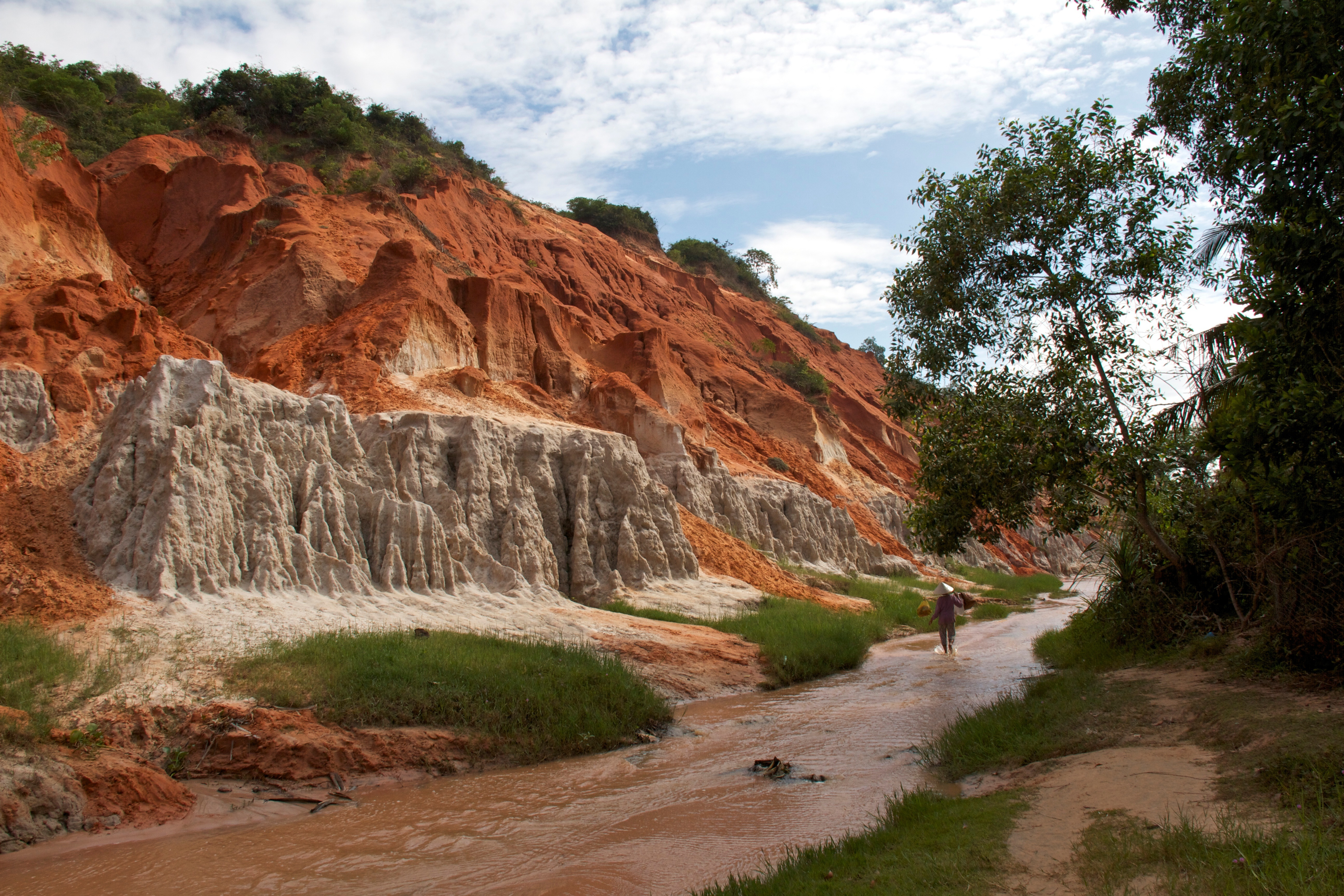
Suối Tiên, Phan Thiết

## Lịch sử
Đất Bình Thuận khi xưa thuộc tiểu quốc Panduranga của Chiêm Thành. Vì chiến tranh liên miên nên Chiêm Thành mất dần đất đai.
Tên gọi Bình Thuận bắt nguồn từ tên gọi tắt của từ Bình yên Thuận hòa có nghĩa là người dân cùng chung sống hòa thuận trên một vùng đất mới được bình định.
Năm 1653, chúa Nguyễn Phúc Tần đánh chiếm đất Phan Lang (sau gọi là Phan Rang), để lại mảnh đất từ phía Tây sông Phan Rang trở vào cho Chiêm Thành.
Tháng 8 năm 1692, chúa Nguyễn Phúc Chu lấy Thống binh Nguyễn Hữu Cảnh để dẹp cuộc nổi dậy của người Chăm.
Năm 1693 bắt được vua nước nước ấy là Bà Tranh. Sau đó, Chúa cho sáp nhập và đặt tên là đặt là Thuận Thành trấn.
Năm 1694, lập phủ Bình Thuận gồm 2 huyện An Phước và Hòa Đa. Sau cải thành Bình Thuận Dinh. Đời vua Gia Long vẫn giữ dinh Bình Thuận đến năm Minh Mạng thứ 4 đổi lại là phủ Bình Thuận.

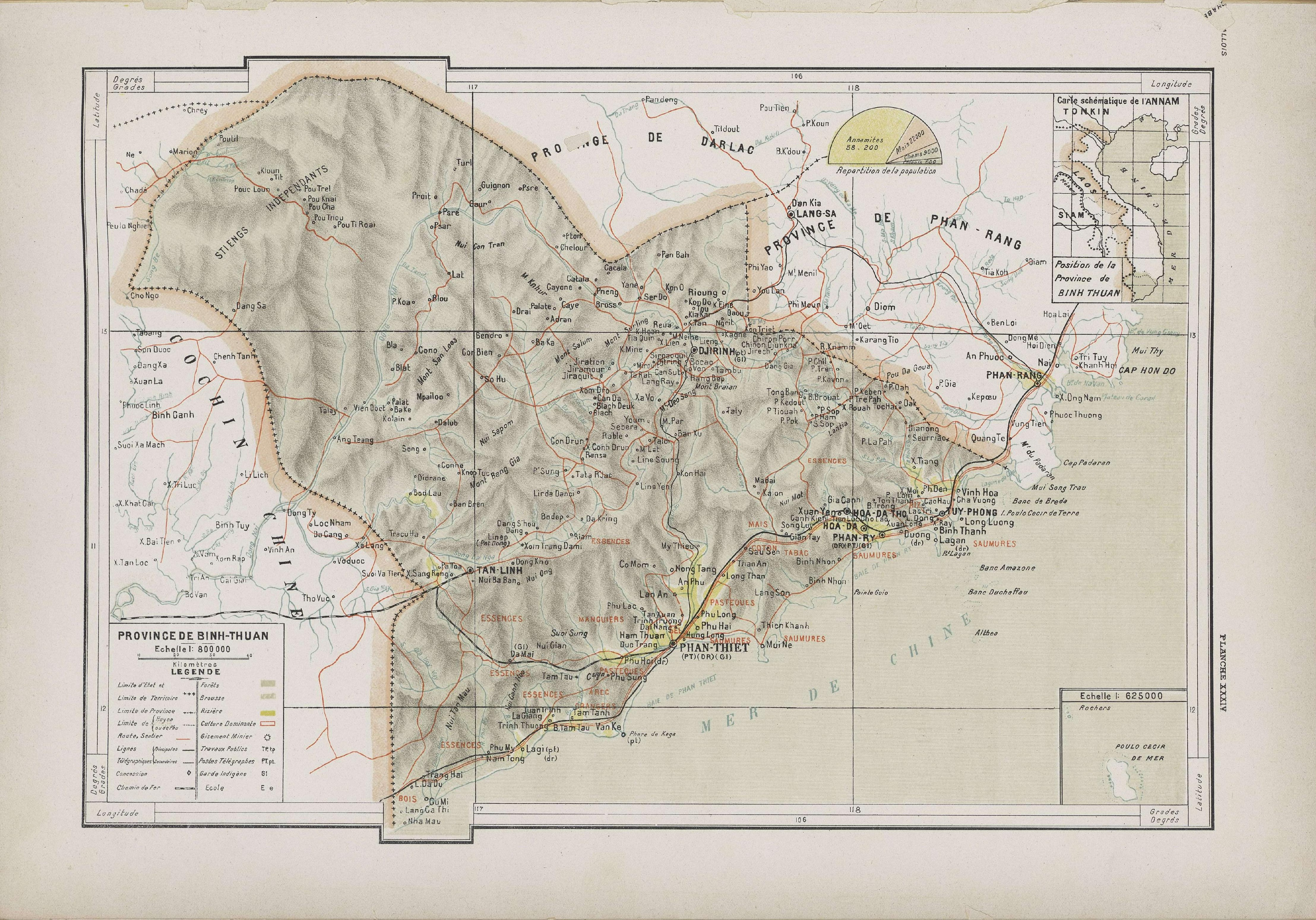
Bản đồ tỉnh Bình Thuận năm 1909 (bấy giờ địa bàn bao gồm cả phần lớn các tỉnh Lâm Đồng, Đắk Nông; một phần Bình Phước, Đồng Nai ngày nay)

Năm 1831: Minh Mạng đặt ra hai phủ Ninh Thuận và Hàm Thuận và hai huyện Tuy Phong và Tuy Định. Bình Thuận được đặt thành tỉnh và giao cho quan Tuần phủ Thuận Khánh kiêm nhiệm luôn tỉnh Khánh Hòa.
Năm 1883: Hòa ước ký với Pháp (ngày 25 tháng 8) sáp nhập Bình Thuận (khi đó bao gồm cả phủ Ninh Thuận) vào Nam Kỳ. Năm 1884: Hòa ước Patenôtre (ngày 6 tháng 6) lại đưa Bình Thuận về Trung Kỳ. Năm 1888, lúc E. Aymonier làm công sứ Bình Thuận (1886 - 1889), vua Đồng Khánh chuyển phủ Ninh Thuận vào Khánh Hòa.
Năm 1898, vua Thành Thái đặt huyện Tuy Lý và lấy huyện Tánh Linh trước thuộc Đồng Nai Thượng sáp nhập vào Bình Thuận, do công sứ M. Gaietta (1900 - 1902) quản lý. Năm 1905, Phủ Di Linh được nhập vào Bình Thuận, do công sứ L. Garnier (1904 - 1913) quản lý.

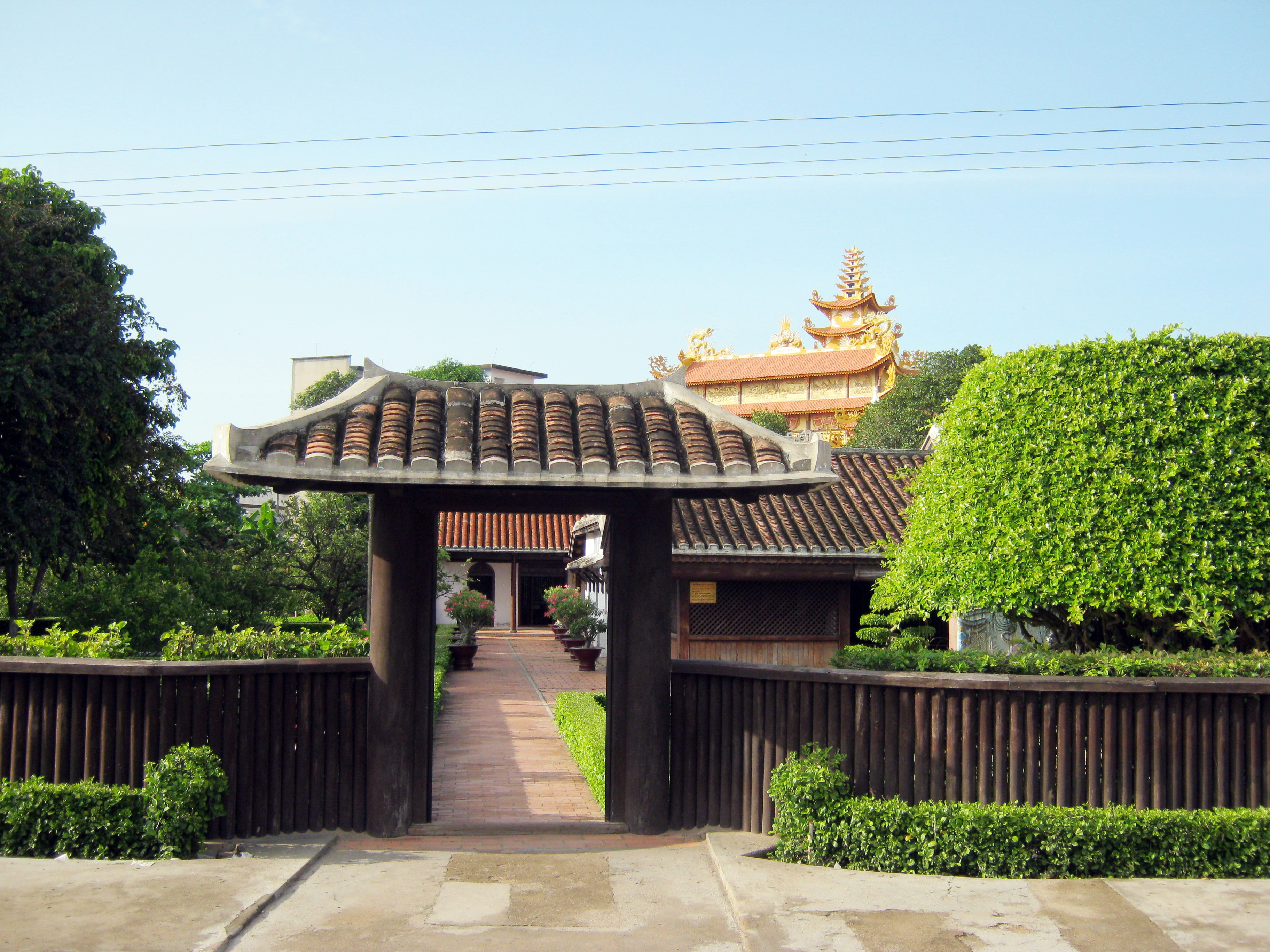
Dục Thanh Học hiệu là một ngôi trường do các sĩ phu yêu nước ở Phan Thiết, tỉnh Bình Thuận sáng lập vào năm 1907 để hưởng ứng phong trào Duy Tân. Đây cũng là ngôi trường mà Nguyễn Tất Thành (sau này là Hồ Chí Minh) đã dừng chân dạy học một thời gian trước khi vào Sài Gòn.

Năm 1945, chính quyền Việt Nam Dân chủ Cộng hòa thống nhất hành chính trên toàn quốc, bãi bỏ các cấp phủ và tổng. Phủ Hàm Thuận được đổi thành huyện Hàm Thuận.
| Dân số tỉnh Bình Thuận 1967 | Dân số tỉnh Bình Thuận 1967 |
| Quận                        | Dân số                      |
| --------------------------- | --------------------------- |
| Hải Long                    | 26.775                      |
| Hải Ninh                    | 10.754                      |
| Hàm Thuận                   | 103.319                     |
| Hòa Đa                      | 41.536                      |
| Phan Lý Chàm                | 16.817                      |
| Thiện Giáo                  | 38.029                      |
| Tuy Phong                   | 18.293                      |
| Tổng số                     | 255.523                     |

Năm 1955-1975, chính quyền Việt Nam Cộng hòa chia Bình Thuận làm 8 Quận: Hàm Thuận, Phú Quý, Thiện Giáo, Hải Long, Hải Ninh, Hòa Đa, Tuy Phong và Phan Lý Chàm.
Năm 1976: Bình Thuận sáp nhập với Bình Tuy và Ninh Thuận thành tỉnh Thuận Hải.
Ngày 15 tháng 12 năm 1977, thành lập huyện đảo Phú Quý.
Ngày 30 tháng 12 năm 1982, chia huyện Bắc Bình thành 2 huyện: Bắc Bình và Tuy Phong; chia huyện Hàm Thuận thành 2 huyện: Hàm Thuận Bắc và Hàm Thuận Nam; chia huyện Đức Linh thành 2 huyện: Đức Linh và Tánh Linh.
Đến tháng 3 năm 1992, tỉnh Thuận Hải được chia thành 2 tỉnh mới lấy tên là Ninh Thuận và Bình Thuận theo Quyết định chia tách ghi ngày 26 tháng 12 năm 1991. Khi tách ra, tỉnh Bình Thuận có 9 đơn vị hành chính gồm: thị xã Phan Thiết (tỉnh lỵ) và 8 huyện: Bắc Bình, Đức Linh, Hàm Tân, Hàm Thuận Bắc, Hàm Thuận Nam, Phú Quý, Tánh Linh, Tuy Phong.

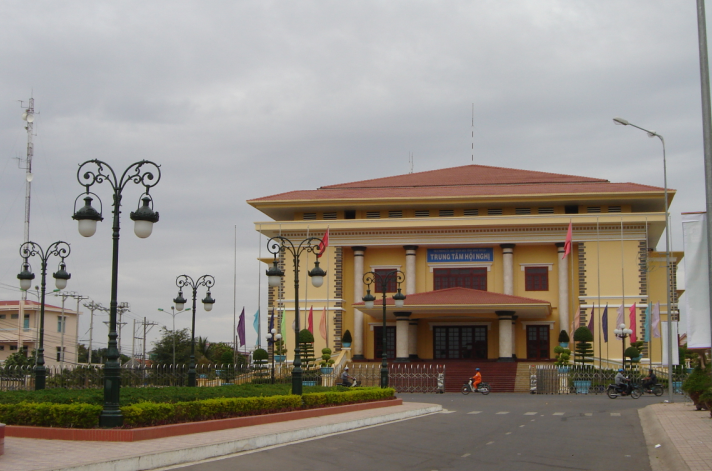
Tòa nhà Trung tâm Hội nghị
ở thành phố Phan Thiết

Ngày 25 tháng 8 năm 1999, chuyển thị xã Phan Thiết thành thành phố Phan Thiết.
Ngày 5 tháng 9 năm 2005, thành lập thị xã La Gi trên cơ sở một phần diện tích tự nhiên và dân số của huyện Hàm Tân.
Tình Bình Thuận có 1 thành phố, 1 thị xã và 8 huyện như hiện nay.
Ngày 12 tháng 6 năm 2025, Quốc hội ban hành Nghị quyết số 202/2025/QH15 về việc sắp xếp đơn vị hành chính cấp tỉnh (nghị quyết có hiệu lực từ ngày 12 tháng 6 năm 2025). Sắp xếp toàn bộ diện tích tự nhiên, quy mô dân số của tỉnh Đắk Nông, tỉnh Bình Thuận và tỉnh Lâm Đồng thành tỉnh mới có tên gọi là tỉnh Lâm Đồng. Sau khi sắp xếp, tỉnh Lâm Đồng có diện tích tự nhiên là 24.233,07 km², quy mô dân số là 3.872.999 người.

## Kinh tế
Theo sự sắp đặt về kinh tế, hiện nay, Bình Thuận là tỉnh thuộc vùng kinh tế Đông Nam Bộ. Phần đất liền của Bình Thuận nằm trong giới hạn 10°35'-11°38' Bắc và 107°24'-108°53' Đông.
Tỉnh Bình Thuận nằm trong khu vực chịu ảnh hưởng của địa bàn Vùng kinh tế trọng điểm phía Nam.
Năm 2018, Bình Thuận là đơn vị hành chính Việt Nam đông thứ 31 về số dân, xếp thứ 34 về Tổng sản phẩm trên địa bàn (GRDP), xếp thứ 26 về GRDP bình quân đầu người, đứng thứ 35 về tốc độ tăng trưởng GRDP. Với 1.231.000 người dân, GRDP đạt 81.325 tỷ Đồng (tương ứng với 3,3 tỷ USD), GRDP bình quân đầu người đạt 66 triệu đồng (tương ứng với 2.881 USD), tốc độ tăng trưởng GRDP đạt 11,09%.
Năm 2019, kinh tế tỉnh Bình Thuận tiếp tục tăng trưởng khá, tốc độ tăng trưởng GRDP của tỉnh tăng 11,09% (đây mức tăng trưởng cao nhất từ năm 2010 đến nay), khẳng định được vai trò là năm tăng tốc của Kế hoạch phát triển kinh tế xã hội 5 năm (2016-2020). GRDP bình quân đầu người đạt 62 triệu đồng, tương đương 2.681 USD, tăng 12,94% so với cùng kỳ năm 2018. Công nghiệp chế biến-chế tạo và sản xuất, phân phối điện chiếm tỷ trọng lớn, tăng trưởng liên tục, đóng góp chủ yếu vào tăng trưởng chung của nền kinh tế.
Thu ngân sách Nhà nước là điểm sáng, năm 2019 đạt 13.203 tỷ đồng, vượt 40,75% dự toán HĐND tỉnh Bình Thuận giao, trong đó, thu nội địa là 9.400 tỷ đồng, vượt 49,68% dự toán HĐND tỉnh giao. Tổng vốn đầu tư thực hiện toàn xã hội năm 2019 đạt 33.152 tỷ đồng (tăng 38,13% so cùng kỳ năm trước), chiếm 43,45% GRDP; trong đó vốn ngoài Nhà nước chiếm 74,07% (tăng 35,92% so với cùng kỳ năm 2018).
Đời sống vật chất và tinh thần cho nhân dân tiếp tục được nâng lên; thu nhập bình quân đầu người năm 2019 ước đạt 43,6 triệu đồng/năm, tăng 8,36%. Công tác xóa đói giảm nghèo, chăm sóc các gia đình, những người có công với nước được tiếp tục quan tâm; tỷ lệ hộ nghèo toàn tỉnh theo chuẩn đa chiều năm 2019 giảm 0,7%, còn 2,02%. Tỷ lệ người dân tham gia bảo hiểm y tế có nhiều cố gắng, ước đạt 86%.

### Tài nguyên nước

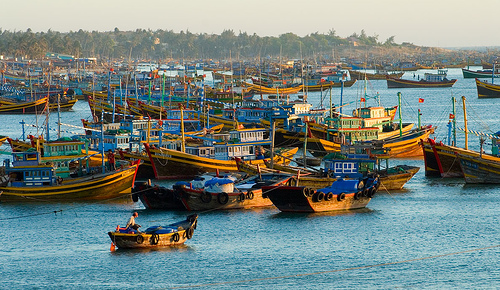
Bến thuyền chài ở Mũi Né

Nhiều sông suối bắt nguồn từ cao nguyên Di Linh thuộc Lâm Đồng đã chảy qua Bình Thuận để ra biển. Tính chung, các đoạn sông qua Bình Thuận có tổng chiều dài 663 km, trong đó có sông Cà Ty (76 km), sông La Ngà (74 km), sông Quao (63 km), sông Lòng Sông (43 km), sông Phan (40 km), sông Mao (29 km) và sông Luỹ (25 km).
Bình Thuận có vũng lãnh hải rộng 52 nghìn km² nên Bình Thuận là một trong ba ngư trường lớn của Việt Nam với trữ lượng khai thác đánh bắt hải sản đạt 240.000 tấn hải sản các loại, là điều kiện chế biến thủy sản xuất khẩu. Sò điệp là đặc sản của biển Bình Thuận, tập trung ở 4 bãi chính là: La Khế, Hòn Rơm, Hòn Cau và Phan Rí, cho phép đánh bắt 25-30 nghìn tấn/năm.

### Nông - Lâm nghiệp
Tỉnh Bình Thuận có 151.300 ha đất canh tác nông nghiệp, trong đó có trên 50.000 ha đất lúa. Sẽ phát triển thêm 100.000 ha đất sản xuất nông nghiệp.
Chăn nuôi gia súc, gia cầm khá phát triển. Đang đầu tư để hình thành các vùng chuyên canh cây công nghiệp, cây ăn quả với:
- 30.000 ha thanh long
- 9.000 ha điều
- 15.000 ha bông vải
- 20.000 ha cao su
- 2.000 ha tiêu

Đây là nguồn nguyên liệu dồi dào để phát triển các ngành công nghiệp chế biến từ cây công nghiệp, lương thực, thực phẩm... Với diện tích 400.000 ha rừng và đất lâm nghiệp, trữ lượng gỗ 25 triệu m³ và thảm cỏ là tiền đề thuận lợi để lập các nhà máy chế biến gỗ và phát triển các trang trại chăn nuôi đại gia súc và lập nhà máy chế biến thịt bò, heo...
Trong vài năm trở lại đây, diện tích cây điều bị sụt giảm đáng kể do giá hạt điều bị giảm, cây thanh long và cây cao su liên tục tăng diện tích.

### Khoáng sản
Tỉnh Bình Thuận có nhiều loại khoáng sản với trữ lượng lớn:
- Nước khoáng thiên niên bicarbonat: hơn 10 mỏ trữ lượng cao, chất lượng tốt (trong đó có cả mỏ nước khoáng nóng 700 độ C) có thể khai thác trên 300 triệu lít/năm. Trong đó, 2 mỏ đang được khai thác và kinh doanh đó là Vĩnh Hảo và Đa Kai.
- Cát thủy tinh: 4 mỏ ở Hàm Thuận Bắc, Bắc Bình và Hàm Tân với trữ lượng trên 500 triệu m³, chất lượng đạt tiêu chuẩn để xuất khẩu, phù hợp để sản xuất thủy tinh cao cấp, kính xây dựng, gạch thủy tinh.
- Đá granít: trữ lượng rất lớn, phân bố khắp nơi.
- Sét bentonit: dùng trong công nghiệp hóa chất và khai thác dầu mỏ, trữ lượng khoảng 20 triệu tấn. Quặng Sa khoáng nặng để sản xuất titan, zircon, trữ lượng khoảng một triệu tấn. Tại Vĩnh Hảo có diện tích trên 1.000 ha, sản lượng 150.000 tấn/năm...
- Zircon 4 triệu tấn dẫn đầu cả nước về trữ lượng này.
- Dầu khí đang được xem là thế mạnh kinh tế mới của tỉnh Bình Thuận, với nhiều mỏ dầu có trữ lượng lớn đã được phát hiện cách đất liền 60 km; có 3 mỏ dầu Rạng Đông, Sư Tử Đen và Rubi đang khai thác. Hai mỏ: Sư Tử Trắng và Sư Tử Vàng chuẩn bị khai thác. Chính phủ và các bộ, ngành trung ương đang quan tâm đầu tư phát triển công nghiệp dầu khí tại Bình Thuận để hình thành trung tâm dự trữ dầu mỏ nhằm đảm bảo an ninh năng lượng quốc gia và xuất khẩu.

### Mạng lưới điện
Có 3 nguồn điện chính:
- Từ nhà máy thủy điện Đại Ninh qua lưới truyền tải 110 KV
- Từ nhà máy thủy điện Hàm Thuận - Đa Mi qua lưới truyền tải 110 KV
- Trạm phát điện diesel 3800 KW
- Đang xây dựng thử nghiệm nhà máy phong điện (năng lượng điện từ sức gió) tại huyện Tuy Phong.[33]

- Nhà máy phong điện tại Phú Quý

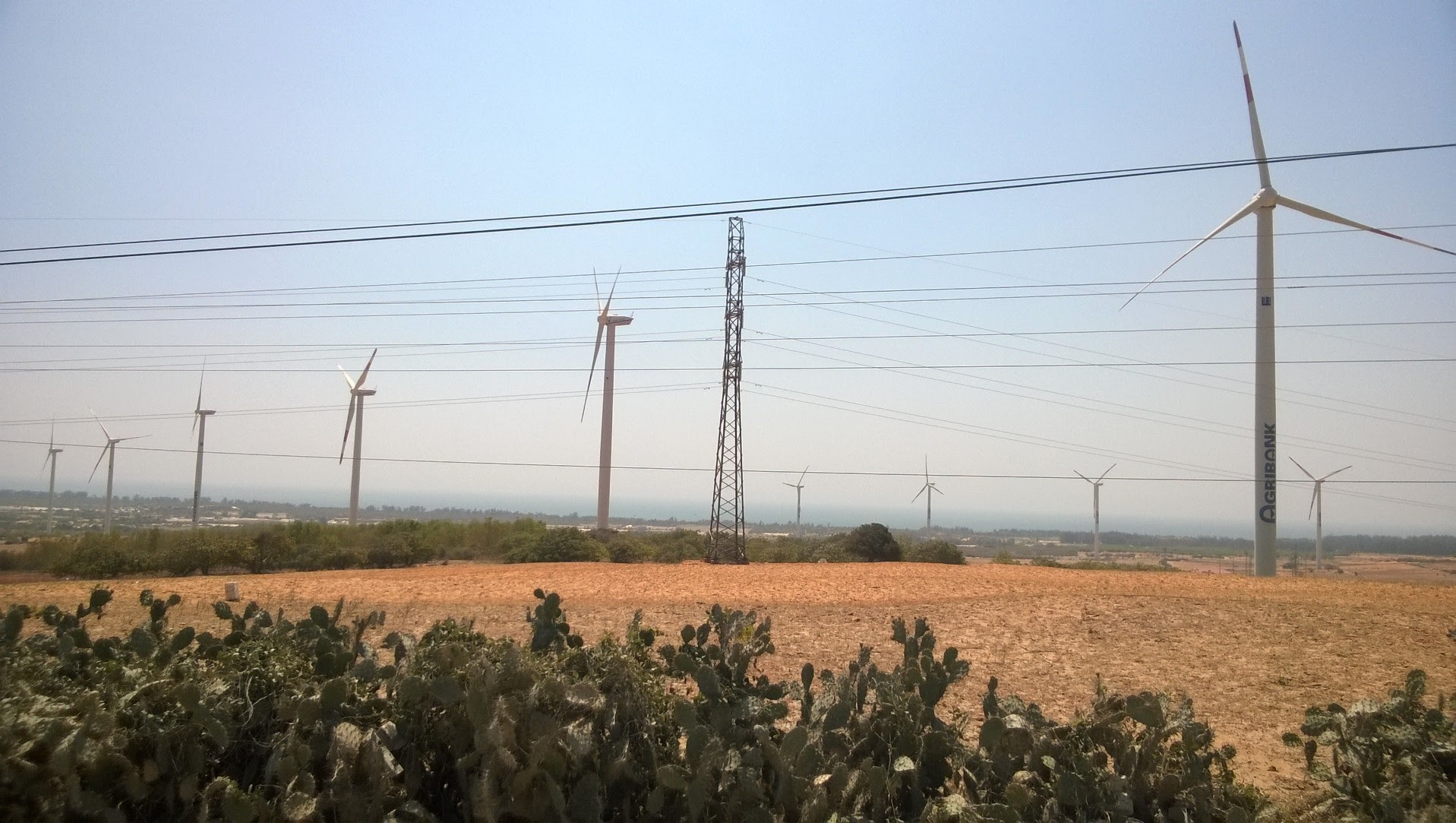
Sản xuất điện gió tại Tuy Phong.

Trong đó, cung cấp điện cho khu vực thành phố Phan Thiết có trạm biến áp trung tâm Phan Thiết công suất 50 MVA, và sẽ được nâng cấp mở rộng lên 80-100 MVA. Hệ thống lưới điện tại Thành phố Phan Thiết cũng đang được nâng cấp cải tạo, đáp ứng đủ các nhu cầu khu dân cư và khu công nghiệp Phan Thiết.

### Cung cấp nước
Nhà máy nước Phan Thiết có công suất 25.000 m³/ngày đêm, hiện đang nâng cấp, mở rộng hệ thống đường ống bằng nguồn vốn ADB, đảm bảo đáp ứng đủ các nhu cầu sinh hoạt và sản xuất. Tại các huyện đều có trạm cấp nước quy mô nhỏ 500–2.000 m³/ngày đêm.

## Dân cư
Tính đến ngày 1 tháng 4 năm 2019, dân số của tỉnh đạt 1.230.808 người. 44% dân số sống ở đô thị và 56% dân số sống ở nông thôn.
Dân cư tỉnh phân bố không đồng đều giữa các huyện, thị xã, thành phố. Tập trung đông nhất tại Thành phố Phan Thiết dân số (2015): 272.457 chiếm gần 1/4 dân số toàn tỉnh, tiếp đến là Phan Rí Cửa, Thị xã La Gi. Thưa thớt tại các huyện Bắc Bình, Tánh Linh, Hàm Tân.
Có 34 dân tộc cùng sinh sống ở Bình Thuận, trong đó đông nhất là dân tộc Kinh; tiếp đến là các dân tộc Chăm, Ra Glai, Hoa (tập trung nhiều ở phường Đức Nghĩa - thành phố Phan Thiết, Xã Hải Ninh và xã Sông Lũy- huyện Bắc Bình), Cơ Ho, Tày, Chơ Ro, Nùng, Mường.
Tính đến ngày 1 tháng 4 năm 2019, toàn tỉnh có 12 tôn giáo khác nhau đạt 386.223 người, nhiều nhất là Công giáo có 188.996 người, tiếp theo là Phật giáo có 130.016 người, Hồi giáo có 29.550 người, Bà La Môn có 25.110 người, đạo Tin Lành có 9.956 người, đạo Cao Đài có 2.403 người. Còn lại các tôn giáo khác như Phật giáo Hòa Hảo có 90 người, Baha'i giáo có 63 người, Minh Sư đạo có 17 người, Tứ Ân Hiếu Nghĩa có 13 người, Bửu Sơn Kỳ Hương có sáu người và Minh Lý đạo có ba người.

## Văn hoá

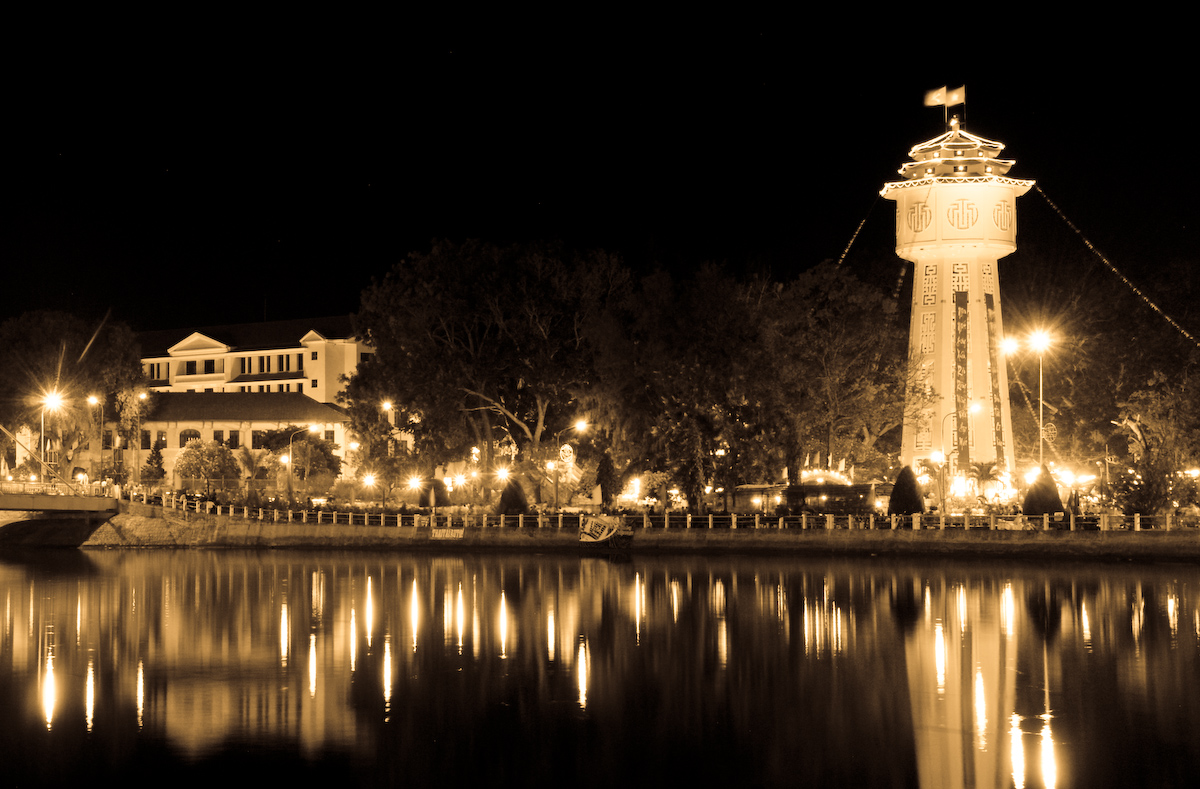
Tháp nước về đêm ở Thành phố Phan Thiết

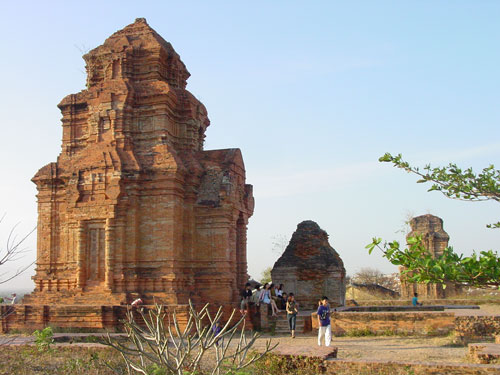
Tháp Chăm Posakhina gần Phan Thiết

Bình Thuận có bề dày lịch sử, văn hoá lâu đời, nhất là văn hoá Chăm pa với nhóm di tích Tháp Po Sha Nư, đền thờ Po Klong Mơhnai và hơn 100 bảo vật hoàng tộc Chăm nguyên gốc quý hiếm được bà Nguyễn Thị Thềm, hậu duệ vua Chăm lưu giữ, trong đó có vương miện, áo bào, hia hài, vòng xuyến của vua và hoàng hậu.
Người Chăm là một trong những người đầu tiên phát hiện ra công dụng của nước khoáng Bình Thuận. Họ đã dùng nước khoáng này chữa bệnh và chế nước thơm rửa tượng thánh. Bằng nước khoáng Bình Thuận, vào thế kỷ 13, người Chăm đã chữa khỏi bệnh phong cho vua Chế Mân của họ. Công chúa Huyền Trân, con gái vua Trần và cũng là hoàng hậu của vua Chế Mân rất ngạc nhiên về sự màu nhiệm, huyền bí của suối nước này nên đã đặt tên suối là Vĩnh Hảo (nghĩa là "đời đời tốt đẹp"). Người Pháp cũng khai thác nước khoáng Vĩnh Hảo từ năm 1920. Đến nay, nước khoáng Vĩnh Hảo đã nổi tiếng trong nước và đang từng bước vươn ra xuất khẩu trên thị trường các nước trong khu vực và thế giới.

### Hoang tưởng về kho báu Núi Tàu
Những năm gần đây, có lời đồn về kho báu 4.000 tấn vàng do Quân đội Nhật Bản cất giấu hồi cuối Thế chiến thứ hai, tại núi Tàu, xã Phước Thể, huyện Tuy Phong . Từ năm 1993 đến năm 2015 Ủy ban nhân dân tỉnh Bình Thuận đã nhiều lần cấp phép và gia hạn phép cho ông Trần Văn Tiệp (100 tuổi, ngụ Thành phố Hồ Chí Minh) tìm kiếm kho vàng 4.000 tấn đó, song việc tìm kiếm không có kết quả . Năm 2016 một người khác là ông Nguyễn Văn Đợi (ngụ Thành phố Hồ Chí Minh) thì khai báo về 3 giếng cổ chứa kho báu ở sát biển và cách núi Tàu chừng 1 km .
Tuy nhiên tháng 4 năm 2016 sau khi thẩm tra thì UBND tỉnh khẳng định thông tin kho báu là hoàn toàn không có căn cứ, và yêu cầu không để tình trạng lợi dụng "hoang tin" tiếp diễn. Tính hoang tưởng về kho báu hiện rõ ở chỗ vàng có khối lượng riêng (tỷ trọng) là 19,3 g/cm³ tức 19,3 tấn/m³, khối vàng 4.000 tấn có thể tích hơn 200 m³, to như một căn hộ 5m x 16m x 2,5m. Đào được cái hầm hơn 200 m³ trong núi đá hoa cương rất cứng, rồi dùng hơn 1000 chuyến xe loại 4 tấn để vận chuyển, là một công trường ầm ỹ, để lại rất nhiều dấu vết như đường đi, bãi thải đá, và cửa hầm cũng đủ rộng cho người xe ra vào. Nó đâu đơn giản chỉ là "thuê người dân tộc địa phương chôn giấu" ở khe núi  hay vùi ở cái giếng cổ .

## Du lịch
Ngày 24 tháng 10 năm 1995, hàng vạn người bao gồm các nhà khoa học, khách du lịch trong nước và quốc tế đổ về núi Tà Dôn (huyện Hàm Thuận Bắc) và Mũi Né - Phan Thiết để chiêm ngưỡng và nghiên cứu hiện tượng nhật thực toàn phần cũng đồng thời nhận ra nơi này có nhiều cảnh quan kỳ thú và tiềm năng du lịch phong phú. Đây được coi là mốc thời gian mà Bình Thuận bắt đầu có tên trên bản đồ du lịch Việt Nam.
Là một tỉnh ven biển, khí hậu quanh năm nắng ấm, nhiều bãi biển sạch đẹp, cảnh quan tự nhiên và thơ mộng, giao thông thuận lợi, Bình Thuận đang là một trong những trung tâm du lịch lớn của Việt Nam.
Bình Thuận đã đầu tư xây dựng các quần thể du lịch - nghỉ mát - thể thao - leo núi - du thuyền - câu cá - đánh gôn - nghỉ dưỡng - chữa bệnh tại khu vực phường Mũi Né (thành phố Phan Thiết), Hàm Tân, Tuy Phong phục vụ du khách. Hiện nay, thành phố Phan Thiết đang có sân golf 18 lỗ: và Sealinks mang tầm vóc quốc tế; các khách sạn lớn, nhiều khu resort cao cấp, hệ thống nhà nghỉ ven biển... sẵn sàng đáp ứng các nhu cầu ăn nghỉ, vui chơi giải trí của du khách và các nhà đầu tư. Bình Thuận còn có nhiều di tích văn hóa - lịch sử, danh làm thắng cảnh hấp dẫn.

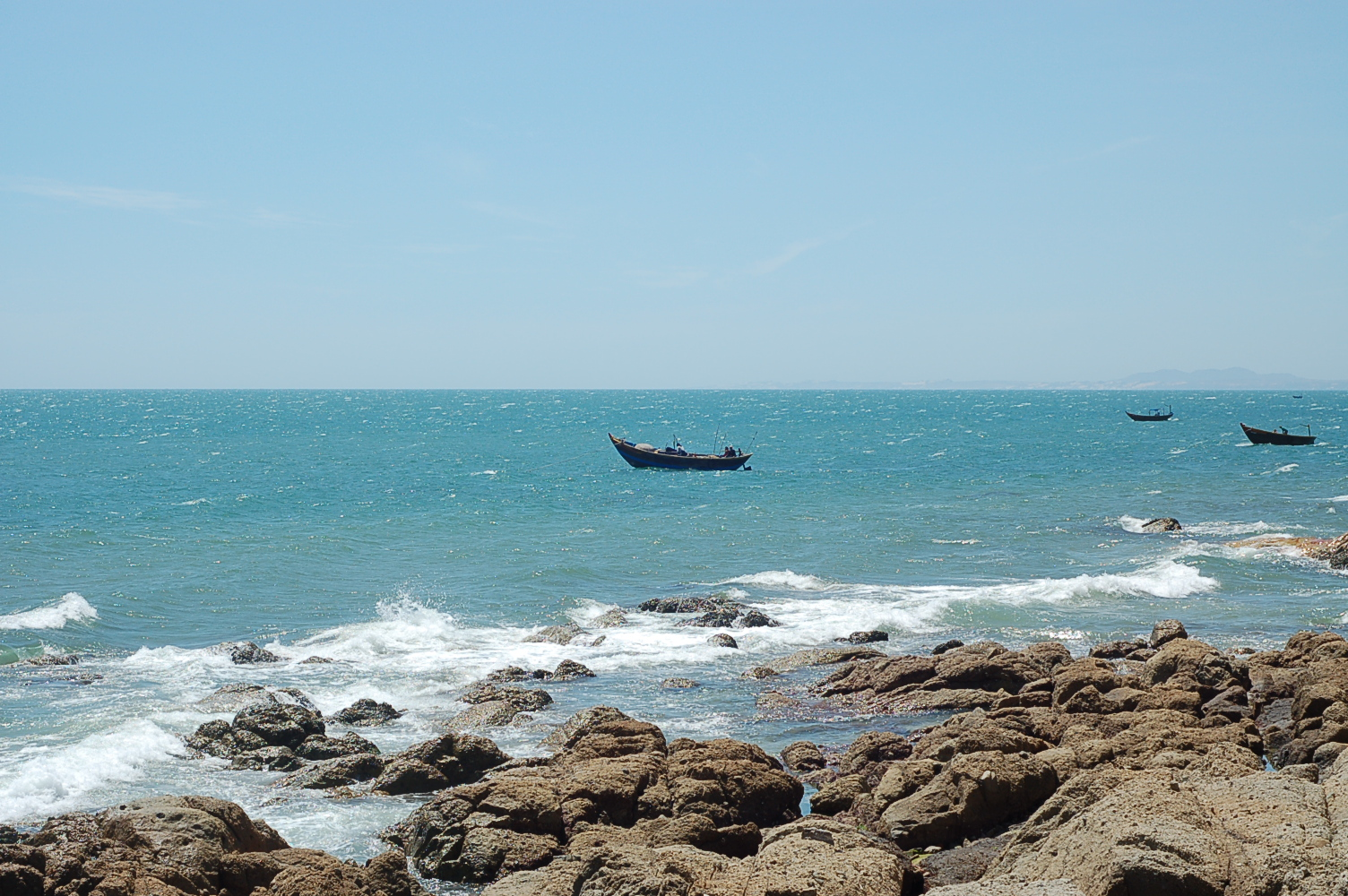
Mũi Né, Phan Thiết

Mũi Né, Phan Thiết được công nhận là khu du lịch Quốc Gia.

## Giao thông

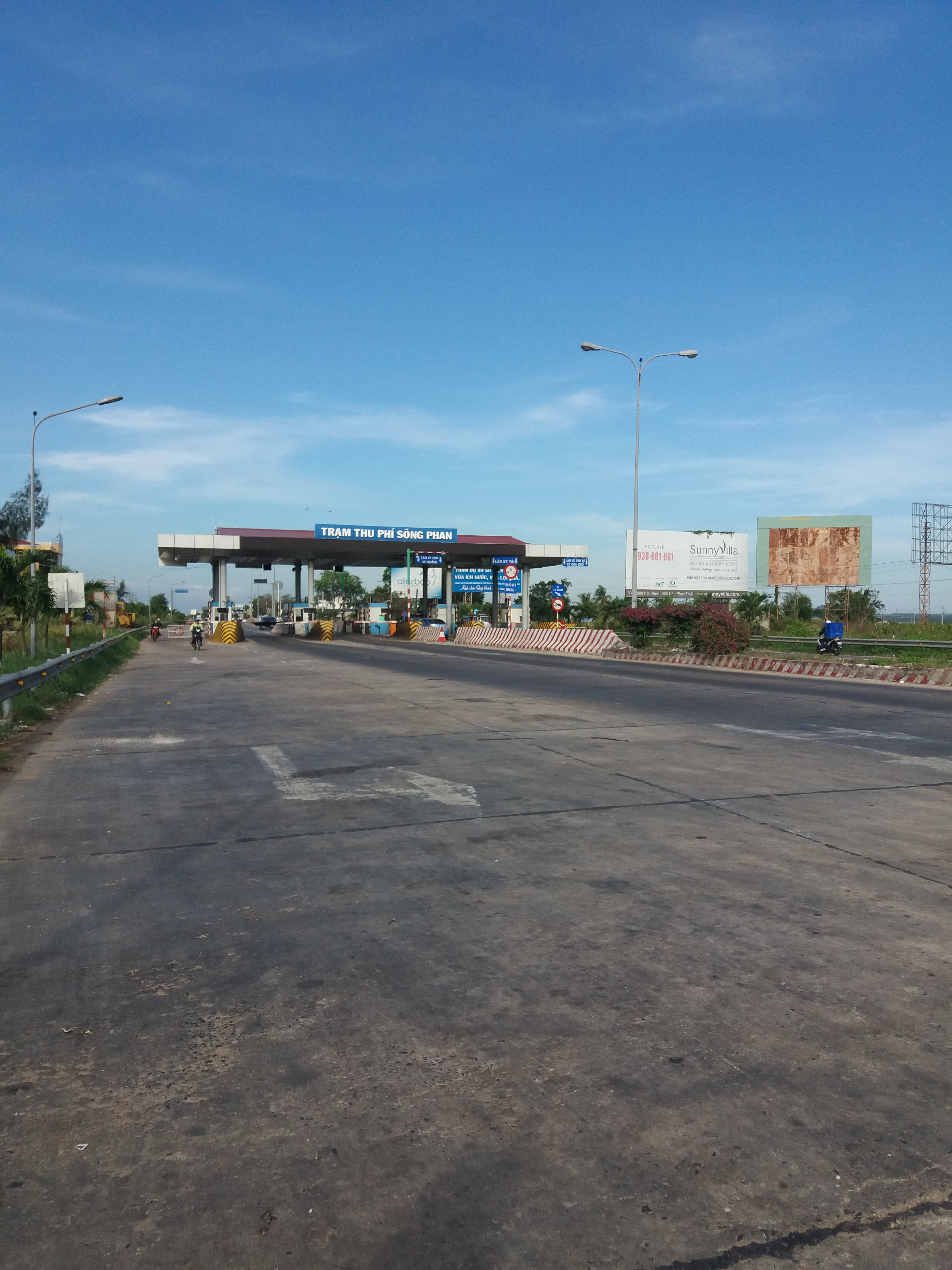
Trạm thu phí Sông Phan, Bình Thuận

Bình Thuận nằm trên trục giao thông trọng yếu Bắc - Nam. Bình Thuận có Quốc lộ 1, Quốc lộ 55, Quốc lộ 28...và các tuyến đường đến các trung tâm huyện, xã, vùng núi và các vùng kinh tế quan trọng khác.
- Đường sắt Bắc - Nam qua tỉnh với chiều dài 190 km và qua 11 ga, quan trọng nhất là ga Bình Thuận. Ga Phan Thiết đã được xây dựng và đưa vào sử dụng từ năm 2012.
- Đường biển: Là một tỉnh duyên hải có vùng biển rộng, bờ biển dài 192 km, có hải đảo và nằm cạnh đường hàng hải quốc tế. Hiện tại, cảng biển Phú Quý đã xây dựng xong, tiếp nhận tàu 10.000 tấn ra vào. Cảng Phan Thiết đang được xây dựng tiếp nhận tàu 2.000 tấn.
- Đường hàng không: Ngày 18/1/2015, khởi công xây dựng sân bay Phan Thiết tại xã Thiện Nghiệp.
- Các dự án đường sắt cao tốc Bắc Nam, đường cao tốc Bắc Nam đều đi qua Bình Thuận.

### Xe buýt

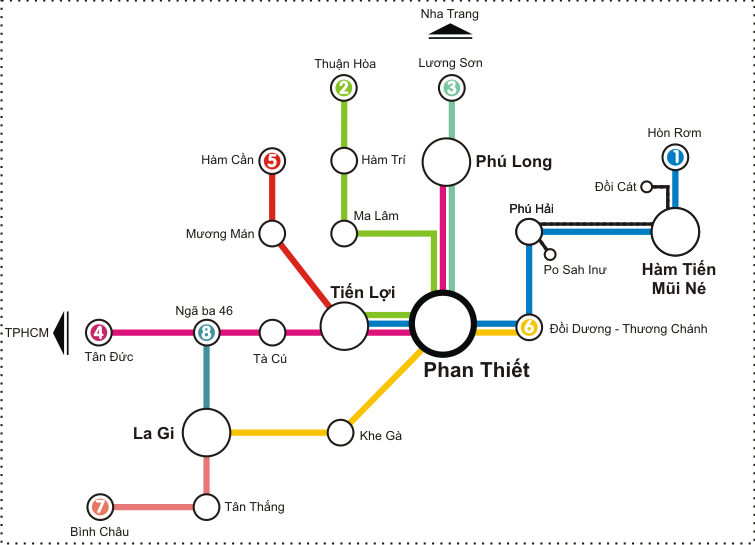
Sơ đồ lộ trình xe buýt
xuất phát từ Bình Thuận

Hiện đang hoạt động các tuyến:
- Tiến Lợi - Mũi Né - Hòn Rơm
- Tiến Lợi - Ma Lâm - Hàm Trí
- Phan Thiết - Phú Long - Ngã ba Gộp - Lương Sơn - Phan Rí Thành
- Tà Cú - Phan Thiết - Phú Long
- Phan Thiết - Mương Mán - Hàm Cần
- La Gi - Tân Hải - Bình Châu (Bà Rịa – Vũng Tàu)
- Bến xe Nam Phan Thiết – Bệnh viện tỉnh – Mũi Né – du lịch Gành

Biển số xe hay còn gọi là biển đăng ký xe của các huyện trên địa bàn tỉnh Bình Thuận như sau:
- Thành phố Phan Thiết: 86-C1-C2

Thị xã La Gi: 86-B6
- Huyện Tuy Phong: 86-B1
- Huyện Bắc Bình: 86-B2
- Huyện Hàm Thuận Bắc: 86-B3
- Huyện Hàm Thuận Nam: 86-B4
- Huyện Hàm Tân: 86-B5
- Huyện Tánh Linh: 86-B7
- Huyện Đức Linh: 86-B8
- Huyện Phú Quý: 86-B9.

Biển số xe trên là biển số xe dành cho xe từ 50 phân khối đến dưới 175 phân khối được cấp cho người dân trước ngày 15/08/2023. Từ ngày 15/08/2023, biển số xe máy (tất cả phân khối) cấp cho người dân tại Bình Thuận có ký hiệu là 86 kèm 2 chữ cái, ví dụ: 86-AA.

## Kết nghĩa
Hưởng ứng phong trào kết nghĩa Bắc - Nam, tỉnh Tuyên Quang kết nghĩa với tỉnh Bình Thuận. Tại thành phố Phan Thiết có một con đường và một trường tiểu học mang tên "Tuyên Quang" và tại thành phố Tuyên Quang có một phường, một trường tiểu học và một trường trung học cơ sở mang tên "Phan Thiết"; một trường tiểu học và một trường trung học cơ sở mang tên "Bình Thuận".

## Hình ảnh

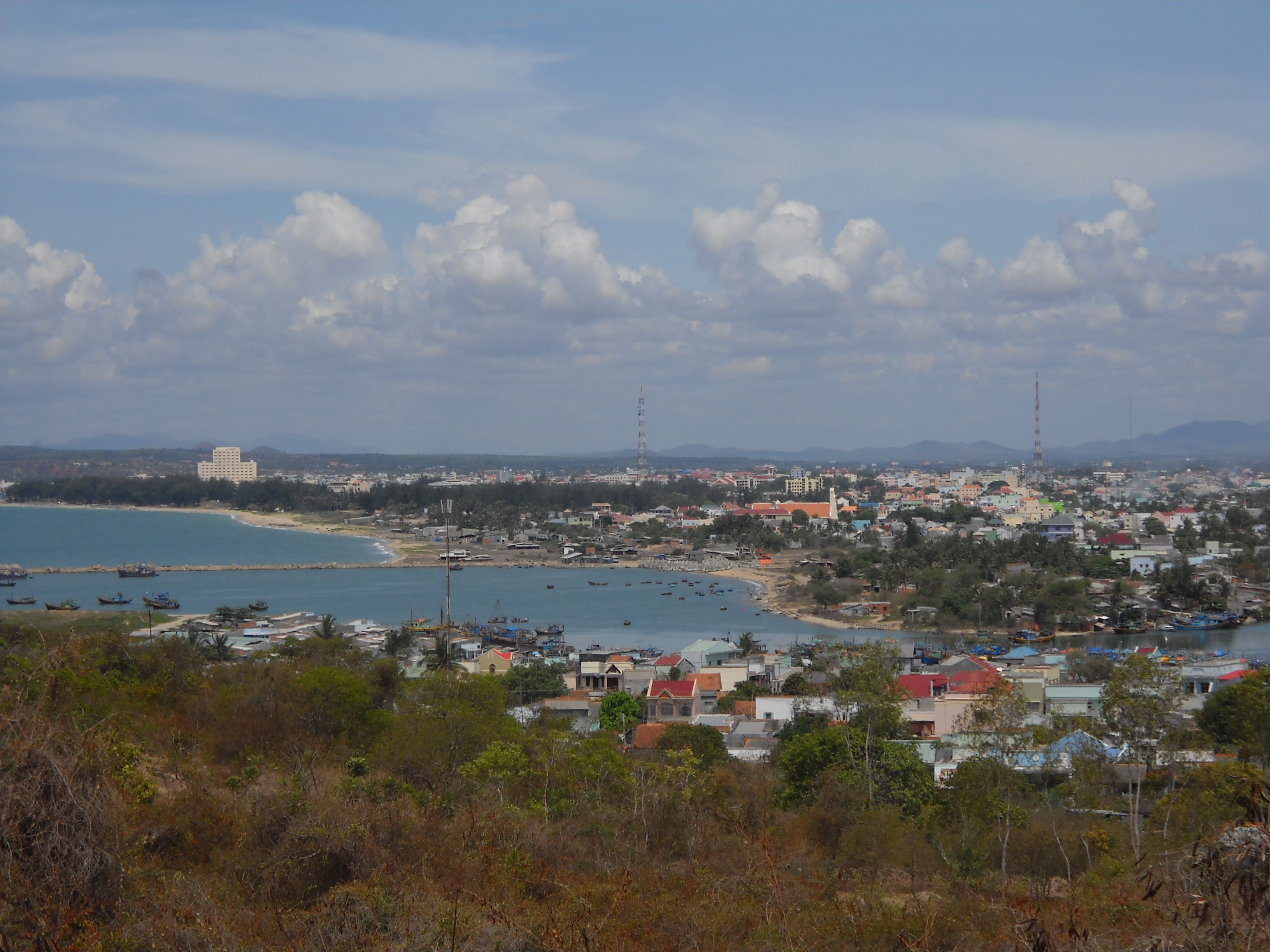
Thành phố Phan Thiết Toàn cảnh
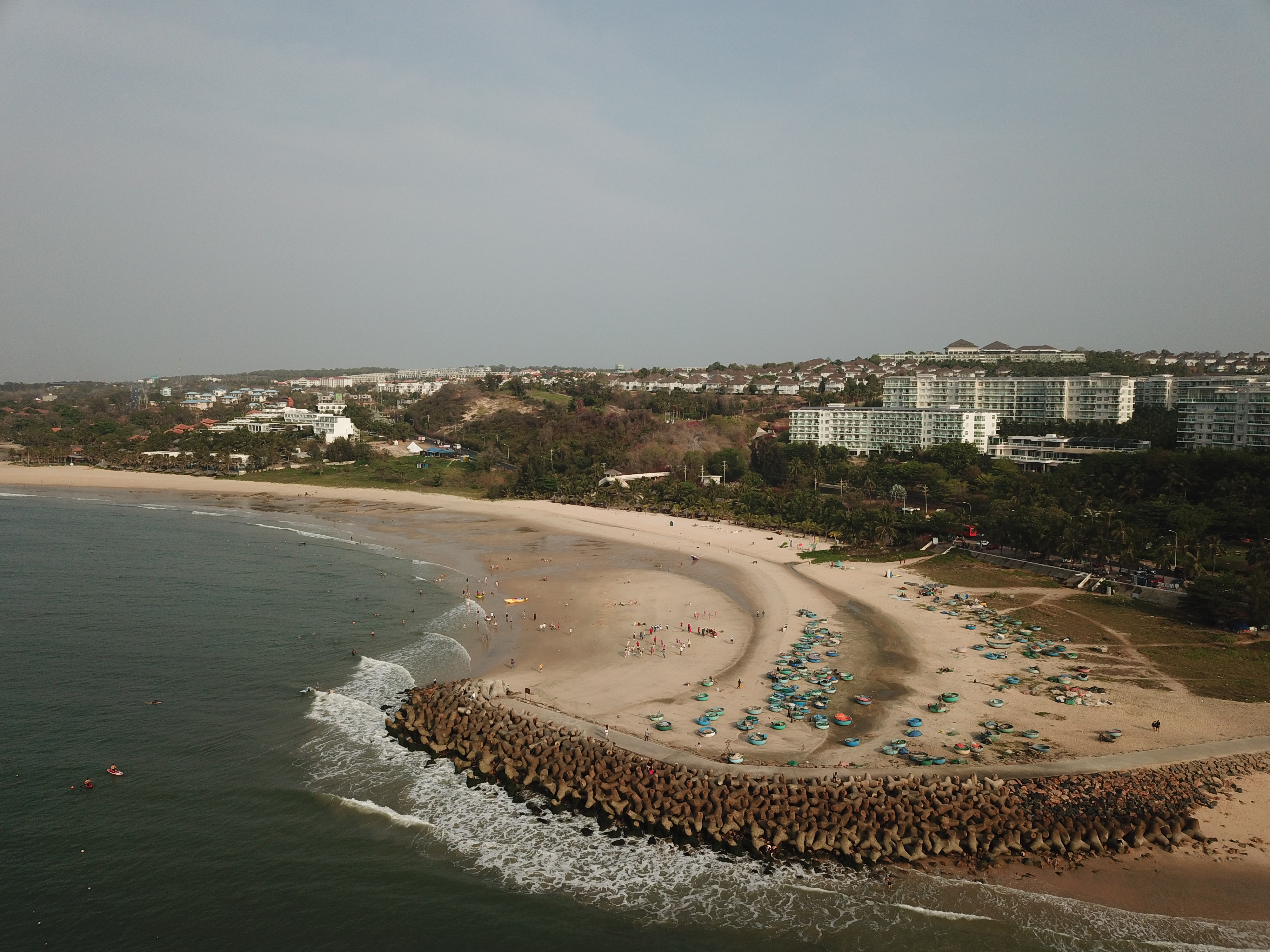
Biển Phan Thiết
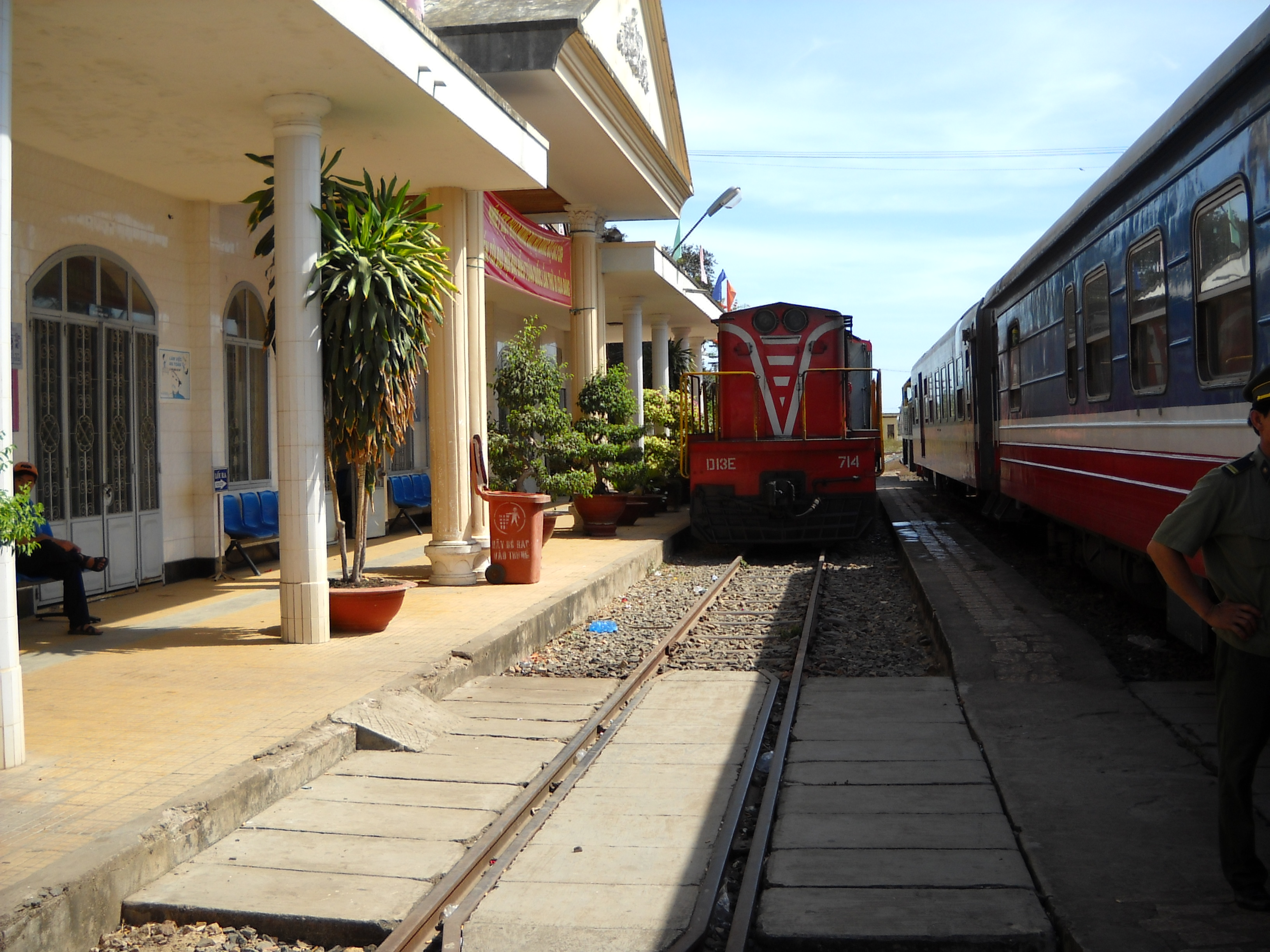
Ga Mương Mán H.Hàm Thuận Nam
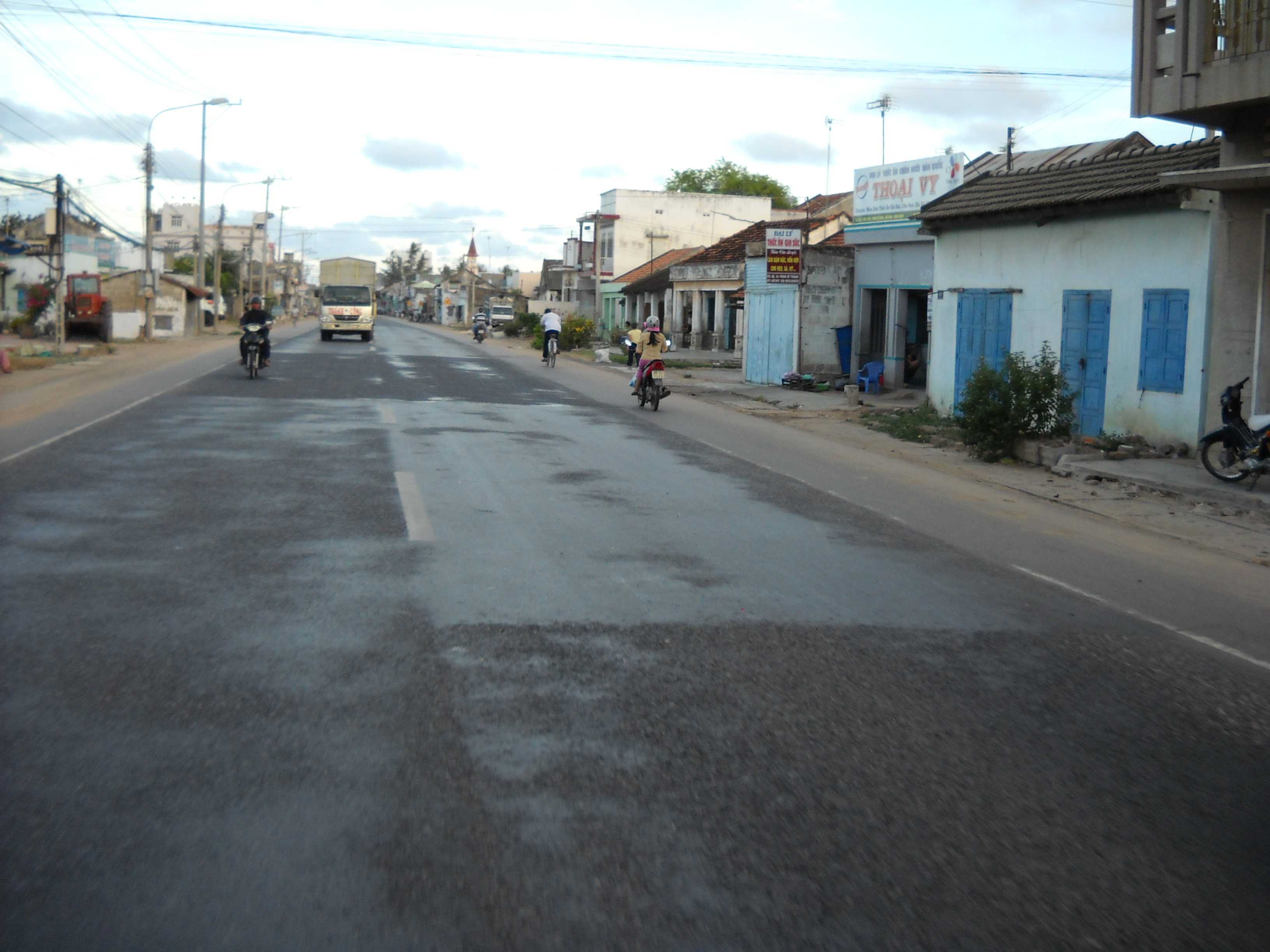
Phan Rí Thành Huyện Tuy Phong
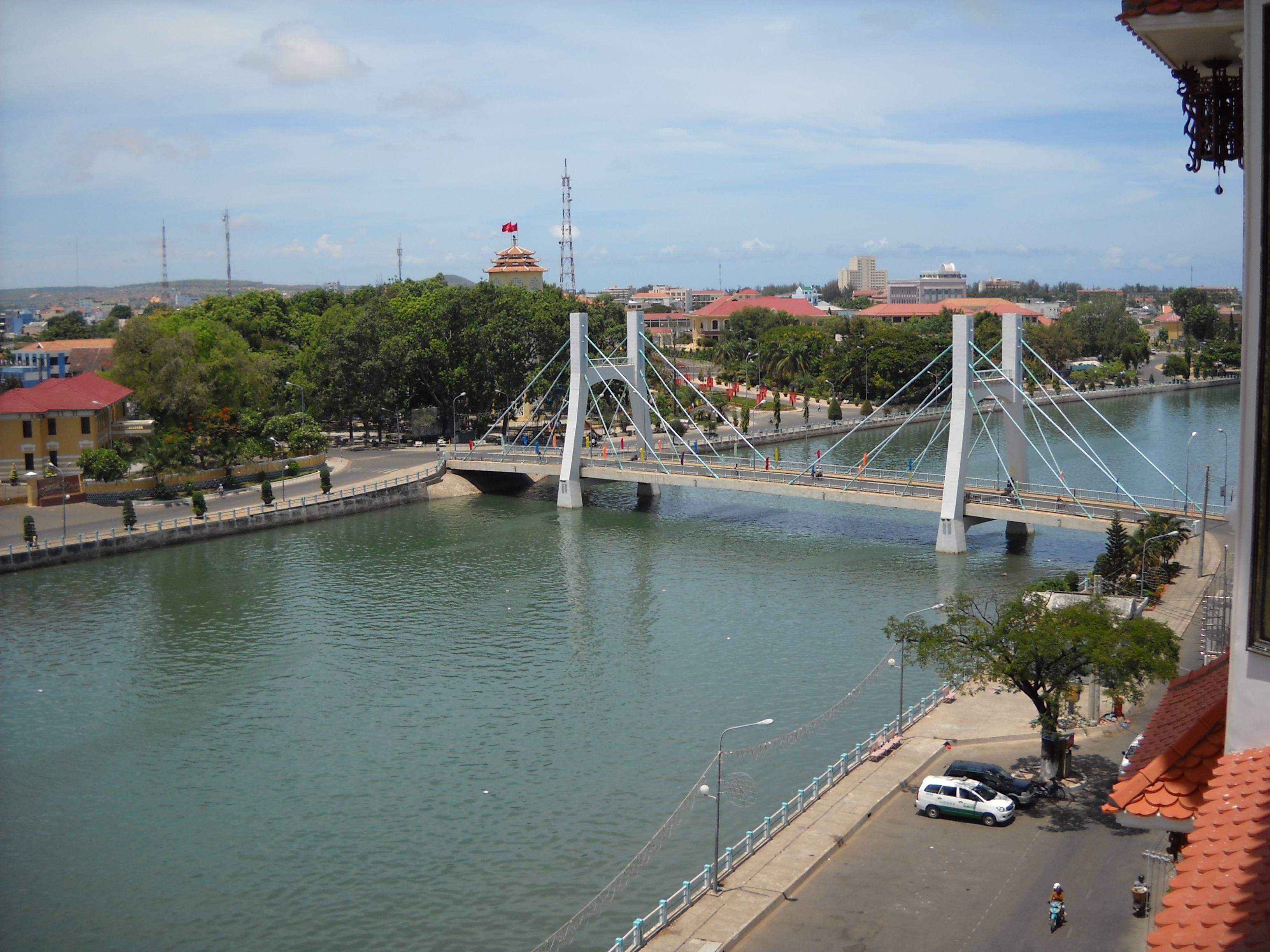
Sông Cà Ty trong Tp Phan Thiết
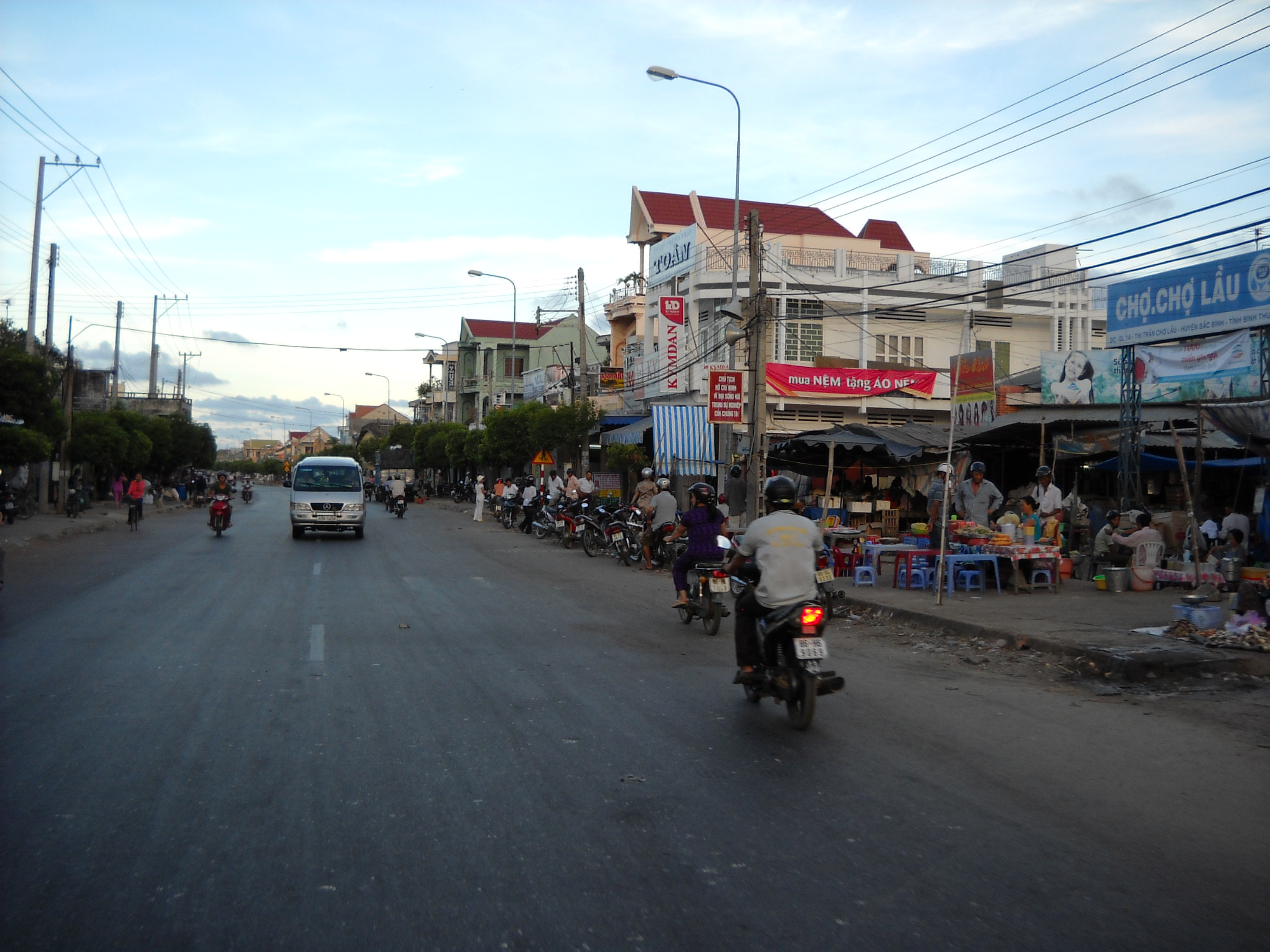
Thị trấn Chợ Lầu Huyện lỵ H.Bắc Bình
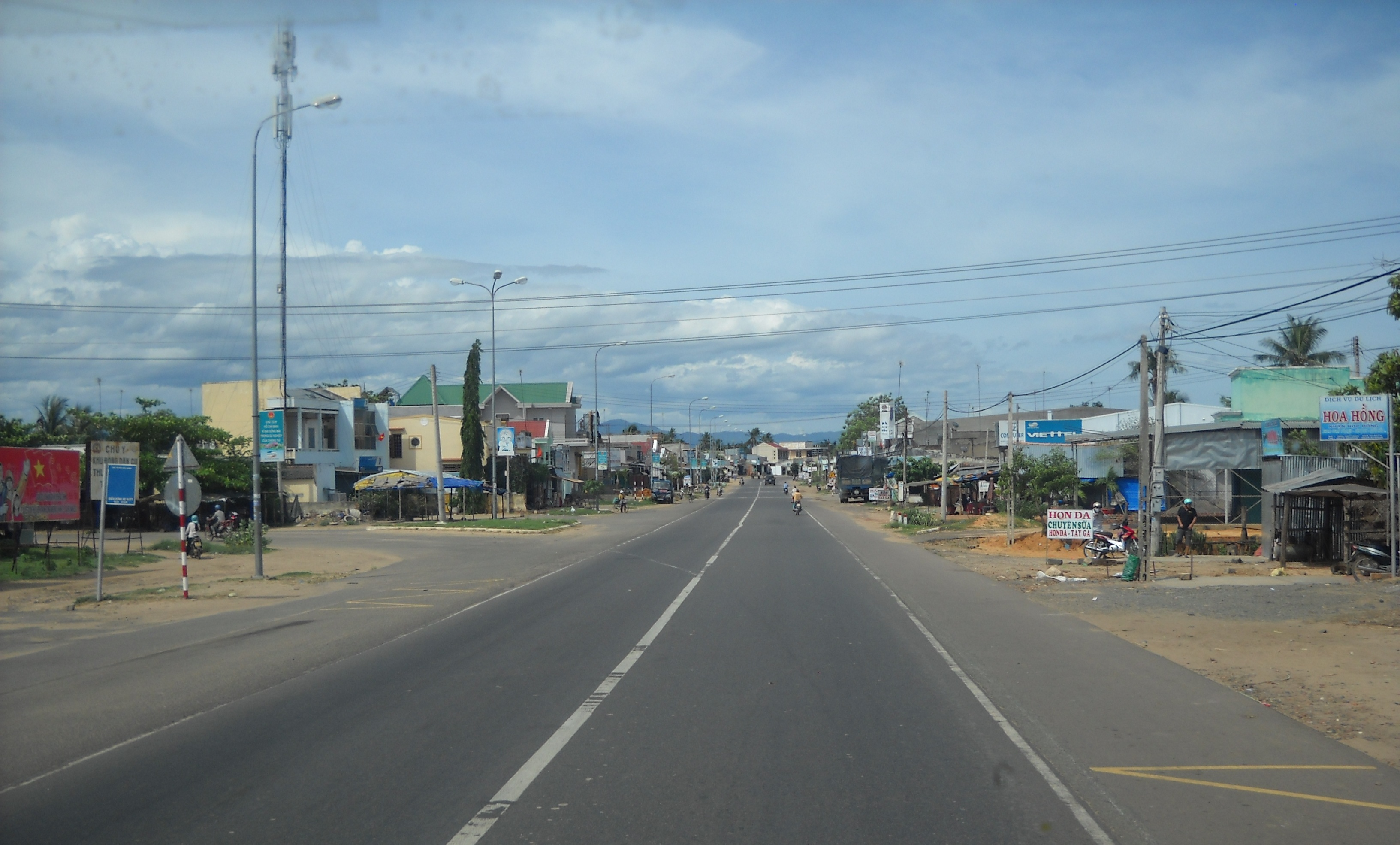
Thị trấn Lương Sơn H.Bắc Bình
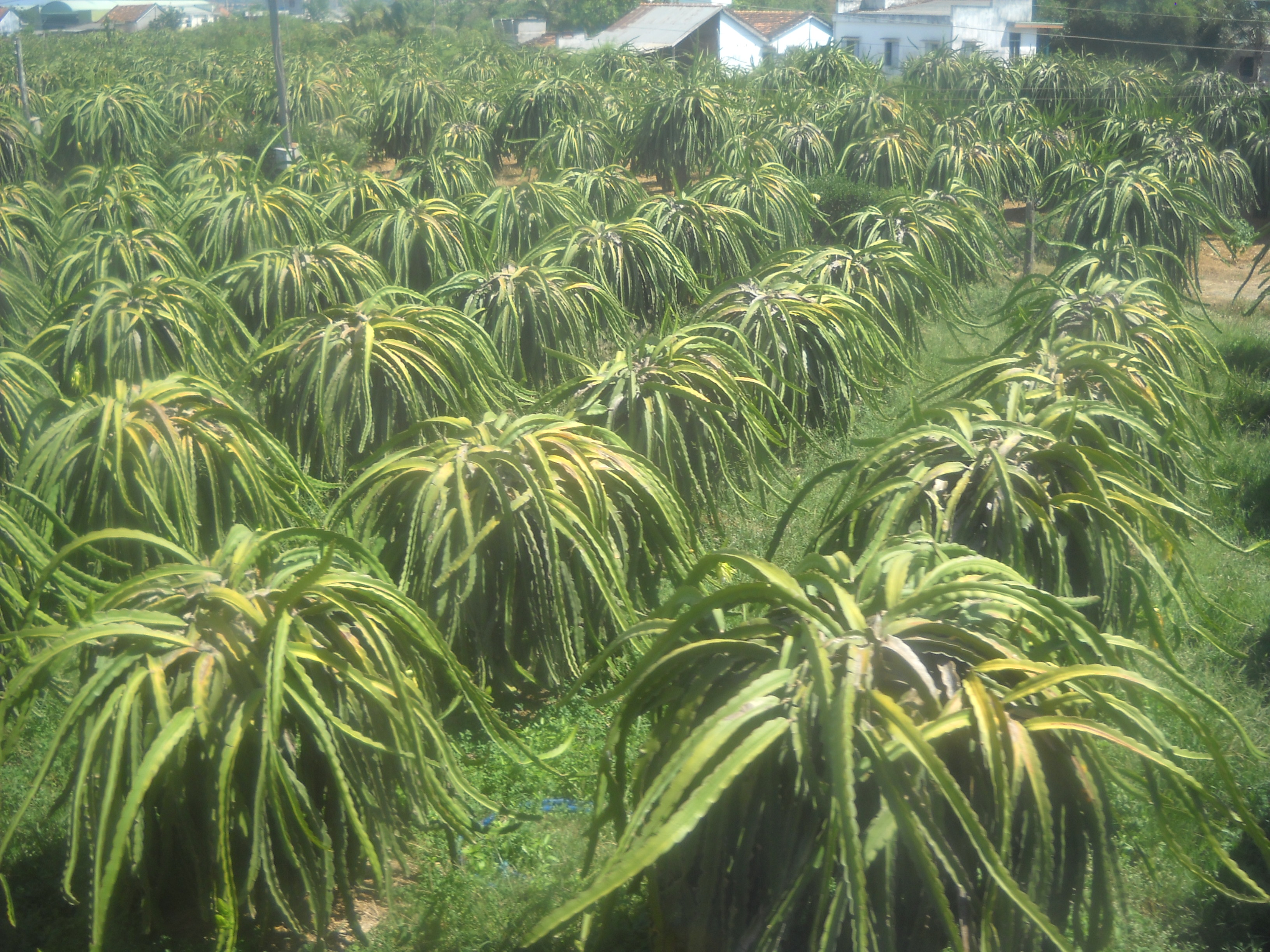
Vườn Thanh Long ở Hàm Thuận Nam
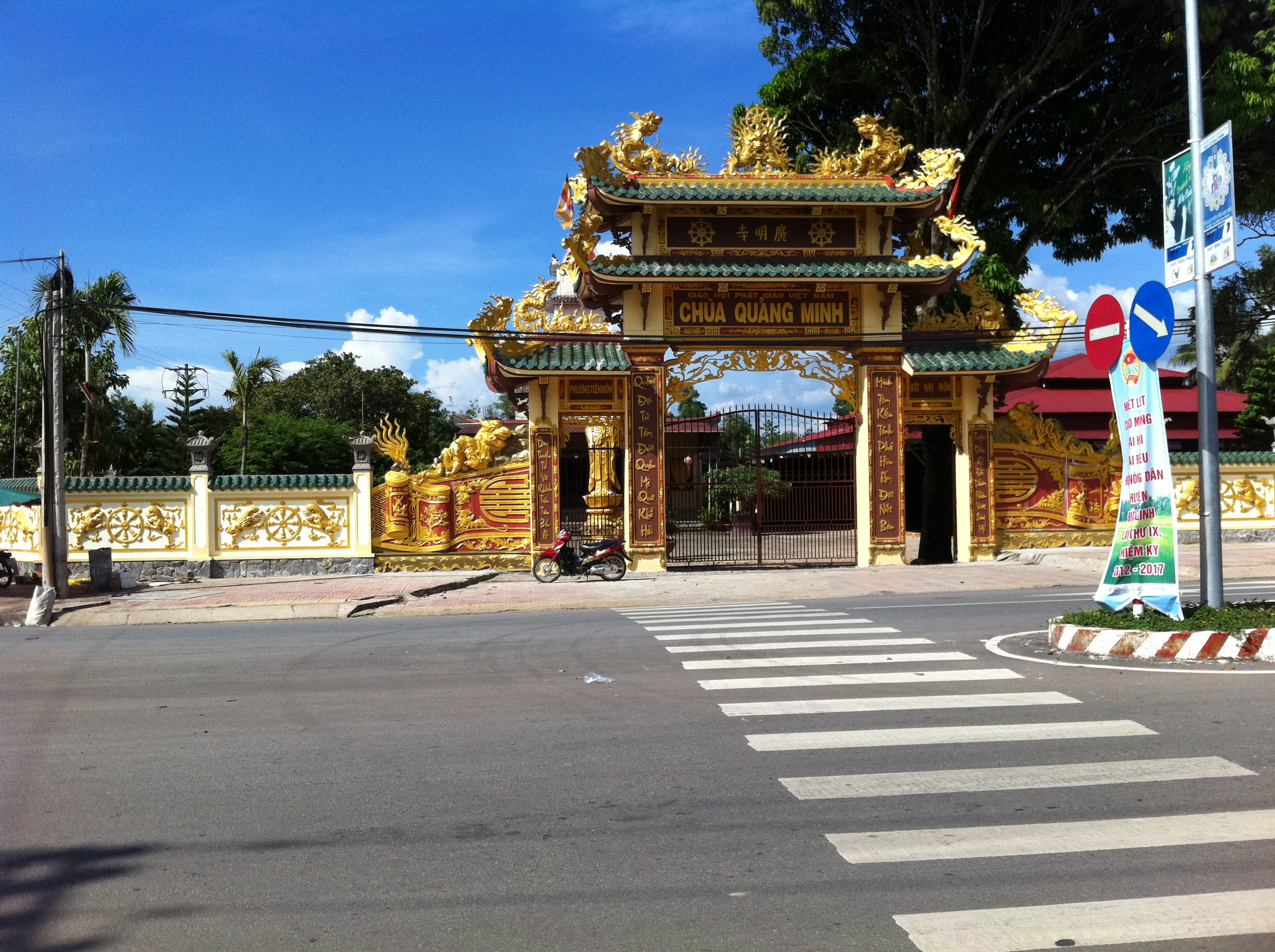
Chùa Quảng Minh ở Huyện Đức Linh